# 전자 쓰레기

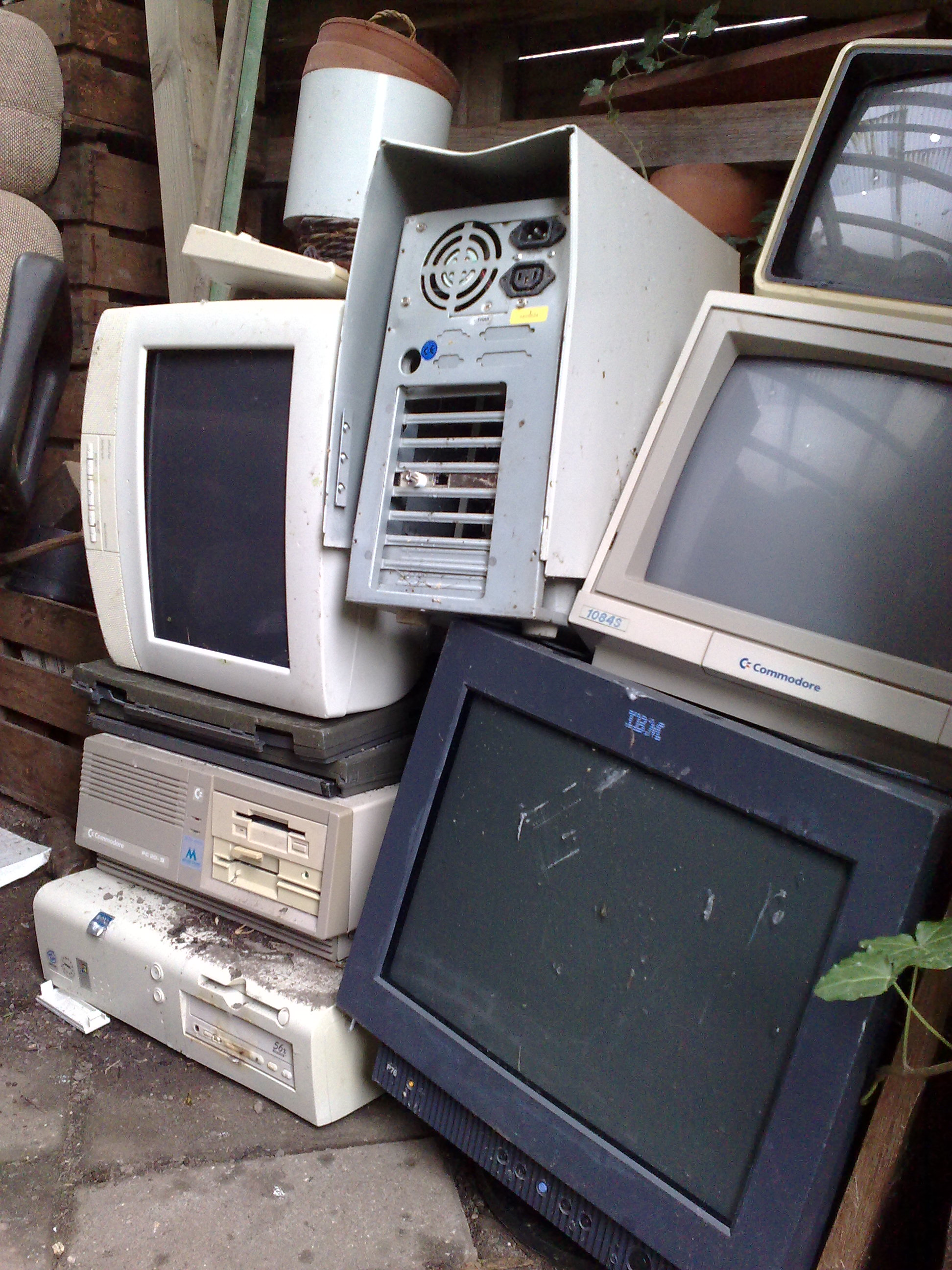
결함이 있고 구식인 전자 장비

전자 쓰레기, 전자 폐기물 또는 e-폐기물은 폐기된 전기 또는 전자 기기를 설명한다. 이는 일반적으로 폐기물 전기 및 전자 장비 (WEEE) 또는 수명 종료 (EOL) 전자 제품으로도 알려져 있다. 개조, 재사용, 재판매, 물질 회수를 통한 재활용 또는 폐기를 목적으로 하는 중고 전자 제품도 e-폐기물로 간주된다. 개발도상국에서 e-폐기물을 비공식적으로 처리하면 인간 건강에 유해효과를 미치고 환경 오염을 유발할 수 있다. 디지털 혁명과 과학 기술의 혁신(예: 비트코인)으로 인한 전자 제품 소비 증가는 전 세계적인 e-폐기물 문제와 위험을 야기했다. e-폐기물의 급격한 기하급수적 증가는 빈번한 신모델 출시 및 불필요한 전기 및 전자 장비(EEE) 구매, 짧은 혁신 주기와 낮은 재활용률, 그리고 컴퓨터 평균 수명 감소에 기인한다.
CPU와 같은 전자 스크랩 부품에는 납, 카드뮴, 베릴륨, 브롬화 난연제와 같이 잠재적으로 유해한 물질이 포함되어 있다. e-폐기물 재활용 및 폐기는 작업자와 지역 사회의 건강에 상당한 위험을 초래할 수 있다.

## 정의
전자 제품이 수명을 다한 후 버려지면 전자 쓰레기 또는 e-폐기물이 된다. e-폐기물은 소비 중심 사회와 기술의 빠른 발전으로 인해 엄청난 양으로 생산된다.
미국에서는 미국 환경보호청(EPA)이 e-폐기물을 10가지 범주로 분류한다.
1. 냉각 및 냉동 기기를 포함한 대형 가전제품
2. 소형 가전제품
3. 모니터를 포함한 IT 장비
4. TV를 포함한 가전제품
5. 램프 및 조명기구
6. 장난감
7. 도구
8. 의료 기기
9. 모니터링 및 제어 장비
10. 자동 판매기

여기에는 재사용, 재판매, 회수, 재활용 또는 폐기 대상 중고 전자 제품뿐만 아니라 재사용 가능한 제품(작동 및 수리 가능한 전자 제품) 및 이차 원료(구리, 강철, 플라스틱 등)도 포함된다. "폐기물"이라는 용어는 재활용되지 않고 구매자가 버리는 잔류물 또는 물질을 의미하며, 재사용 및 재활용 작업에서 발생하는 잔류물도 포함된다. 이는 잉여 전자 제품이 종종 혼합(양호, 재활용 가능, 재활용 불가능)되기 때문이다. 여러 공공 정책 옹호자들은 "e-폐기물" 및 "e-스크랩"이라는 용어를 모든 잉여 전자 제품에 폭넓게 적용한다. 음극선관(CRT)은 재활용하기 가장 어려운 유형 중 하나로 간주된다.
다른 범주를 사용하여 ICT 개발 측정 파트너십은 e-폐기물을 6가지 범주로 정의한다.
1. 온도 교환 장비 (에어컨, 냉동고 등)
2. 스크린, 모니터 (TV, 노트북)
3. 램프 (예: LED 램프)
4. 대형 장비 (세탁기, 전기 스토브)
5. 소형 장비 (전자레인지, 전기 면도기)
6. 소형 IT 및 통신 장비 (휴대폰, 프린터 등)

각 범주의 제품은 수명 주기, 영향, 수집 방법 등에서 차이가 있다. 매립지 독성 폐기물의 약 70%가 전자 폐기물이다.
CRT는 납과 인 (인(phosphorus)과 혼동하지 말 것)의 농도가 상대적으로 높으며, 이 둘 모두 디스플레이에 필요하다. 미국 환경보호청(EPA)은 폐기된 CRT 모니터를 "유해 가정 폐기물" 범주에 포함시키지만 테스트를 위해 따로 보관된 CRT는 폐기되지 않거나, 투기적으로 축적되지 않거나, 날씨 및 기타 손상으로부터 보호되지 않는 한 상품으로 간주한다. 이러한 CRT 장치는 DLP 후면 프로젝션 TV와 종종 혼동되는데, 이 둘은 구성 재료 때문에 재활용 과정이 다르다.
EU와 회원국들은 유럽 폐기물 목록(EWC) – 유럽 의회 지침을 통해 시스템을 운영하며, 이는 "회원국 법률"로 해석된다. 영국에서는 폐기물 지침 목록 형태로 존재한다. 그러나 목록(및 EWC)은 유해 전자 폐기물에 대한 광범위한 정의(EWC 코드 16 02 13*)를 제공하며, "폐기물 운영자"가 정교한 정의를 위해 유해 폐기물 규정(Annex 1A, Annex 1B)을 사용하도록 요구한다. 폐기물 내 구성 물질 또한 Annex II와 Annex III의 조합을 통해 평가해야 하며, 이는 운영자가 폐기물이 유해한지 여부를 추가로 결정할 수 있도록 한다.
"상품"과 "폐기물" 전자 제품 정의 간의 구분에 대한 논쟁이 계속되고 있다. 일부 수출업자들은 재활용하기 어렵거나, 구식이거나, 수리 불가능한 장비를 작동하는 장비 더미에 고의로 섞어두는 것으로 비난받는다(이는 무지 또는 더 값비싼 처리 과정을 피하기 위함일 수도 있다). 보호주의자들은 작동하는 중고 장비로부터 국내 시장을 보호하기 위해 "폐기물" 전자 제품의 정의를 확대할 수 있다.
전자 폐기물의 하위 집합인 컴퓨터 재활용의 높은 가치(작동 및 재사용 가능한 노트북, 데스크톱, RAM과 같은 부품)는 디스플레이 장치보다 더 많은 가치 없는 조각의 운송 비용을 지불하는 데 도움이 될 수 있으며, 디스플레이 장치는 스크랩 가치가 적거나 음수이다. 2011년 보고서 "가나 e-폐기물 국가 평가"에 따르면, 가나로 수입된 215,000톤의 전자 제품 중 30%는 새 제품이었고 70%는 중고 제품이었다. 중고 제품 중 15%는 재사용되지 않고 폐기되거나 버려진 것으로 결론지었다. 이는 가나로 수입된 제품의 80%가 원시적인 조건에서 소각되었다는 출처 불명의 주장과 대조된다.

## 양

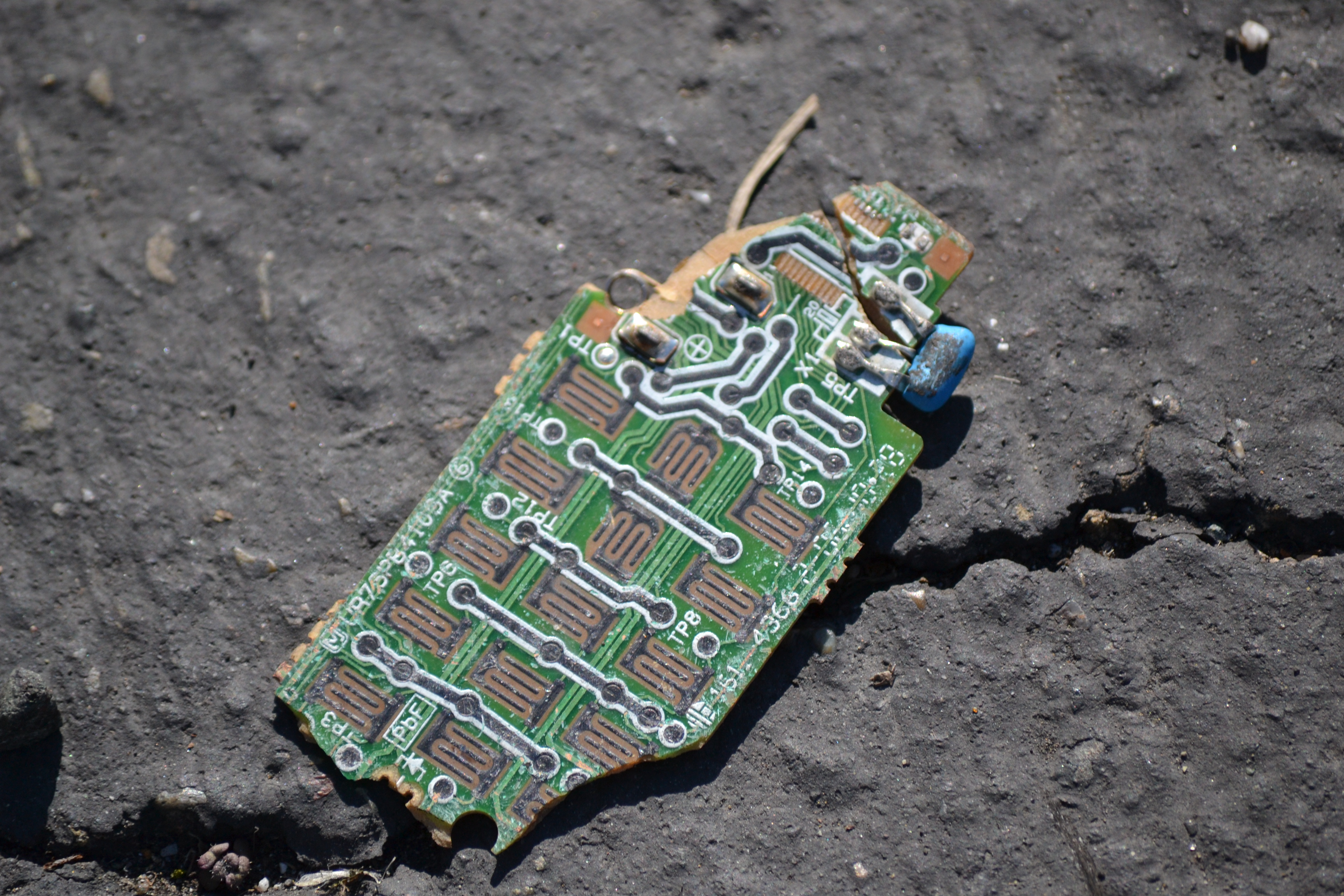
TV 리모컨에서 버려진 회로 기판의 파편

e-폐기물은 "세계에서 가장 빠르게 성장하는 폐기물 흐름"으로 간주된다. 2024년 연구에 따르면 전 세계적으로 매년 거의 6천2백만 톤이 발생하며, 22.3%만이 공식적으로 수거 및 재활용으로 문서화되어 있고, 나머지는 주로 개발도상국에서 비공식적으로 처리되어 심각한 건강 및 환경 위험을 초래한다. 따라서 UN은 이를 'e-폐기물 쓰나미'라고 부른다. 현재 재활용 모델에서는 약 600억 달러 상당의 주요 원료가 손실되는 것으로 추정된다.
기술의 급격한 변화, 미디어의 변화(테이프, 소프트웨어, MP3), 가격 하락, 그리고 계획적 구식화로 인해 전 세계적으로 전자 폐기물의 잉여분이 빠르게 증가하고 있다. 진정으로 순환적인 기술 솔루션은 매우 제한적이지만, 대부분의 경우 기술 솔루션이 적용되기 전에 법적 틀, 수집, 물류 및 기타 서비스가 구현되어야 한다.
디스플레이 장치(CRT, LCD, LED 모니터), 프로세서(CPU, GPU 또는 APU 칩), 메모리(DRAM 또는 SRAM), 오디오 부품은 유효 수명이 다르다. 프로세서는 가장 빈번하게 구식화되며(소프트웨어가 더 이상 최적화되지 않음) "e-폐기물"이 될 가능성이 높으며, 디스플레이 장치는 부유한 국가의 새로운 디스플레이 기술에 대한 욕구 변화로 인해 수리 시도 없이 작동 중에 가장 자주 교체된다. 이 문제는 모듈형 스마트폰(예: 폰블록 개념)으로 잠재적으로 해결될 수 있다. 이러한 유형의 휴대폰은 더 내구성이 뛰어나며 휴대폰의 특정 부분을 변경할 수 있는 기술을 가지고 있어 환경 친화적이다. 단순히 고장난 휴대폰 부품을 교체할 수 있으면 e-폐기물을 줄일 수 있다.
매년 약 5천만 톤의 e-폐기물이 발생한다. 미국은 매년 3천만 대의 컴퓨터를 버리고 유럽에서는 매년 1억 대의 휴대폰이 폐기된다. 환경 보호청은 e-폐기물의 15~20%만이 재활용되며, 나머지 전자 제품은 매립지 및 소각장으로 직접 보내지는 것으로 추정한다.

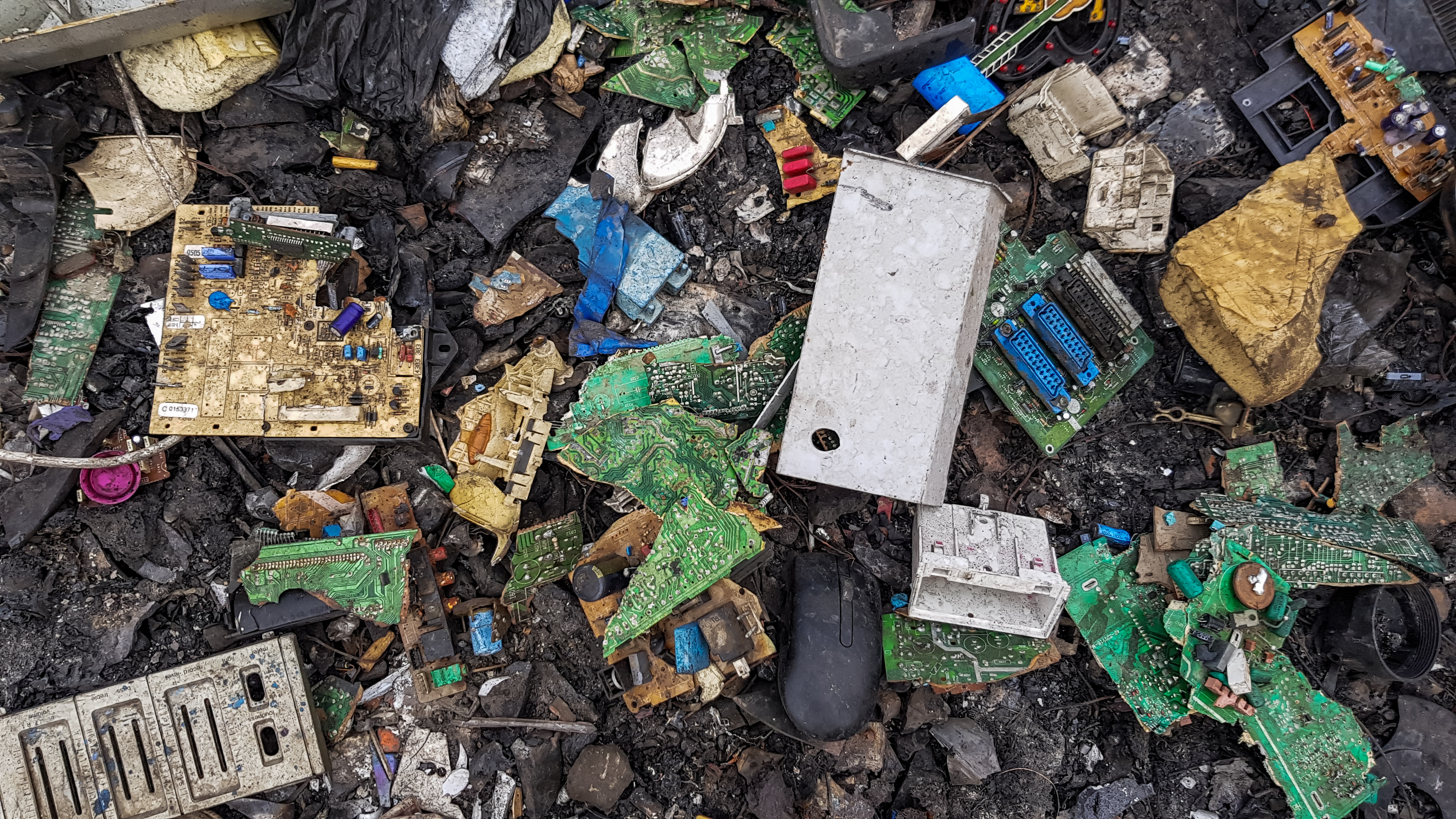
아그보그블로시, 가나의 전자 폐기물

유엔 환경 프로그램(UNEP)의 "재활용 – e-폐기물에서 자원으로"라는 보고서에 따르면, 휴대폰과 컴퓨터를 포함한 e-폐기물 생산량은 일부 국가(예: 인도)에서 향후 10년 동안 최대 500% 증가할 수 있다. 미국은 매년 약 3백만 톤의 전자 폐기물을 배출하여 세계에서 전자 폐기물 생산량이 가장 많다. 중국은 이미 국내에서 약 1,010만 톤(2020년 추정치)을 생산하여 미국에 이어 2위를 차지한다. 그리고 e-폐기물 수입을 금지했음에도 불구하고, 중국은 여전히 선진국의 주요 e-폐기물 매립지이다.

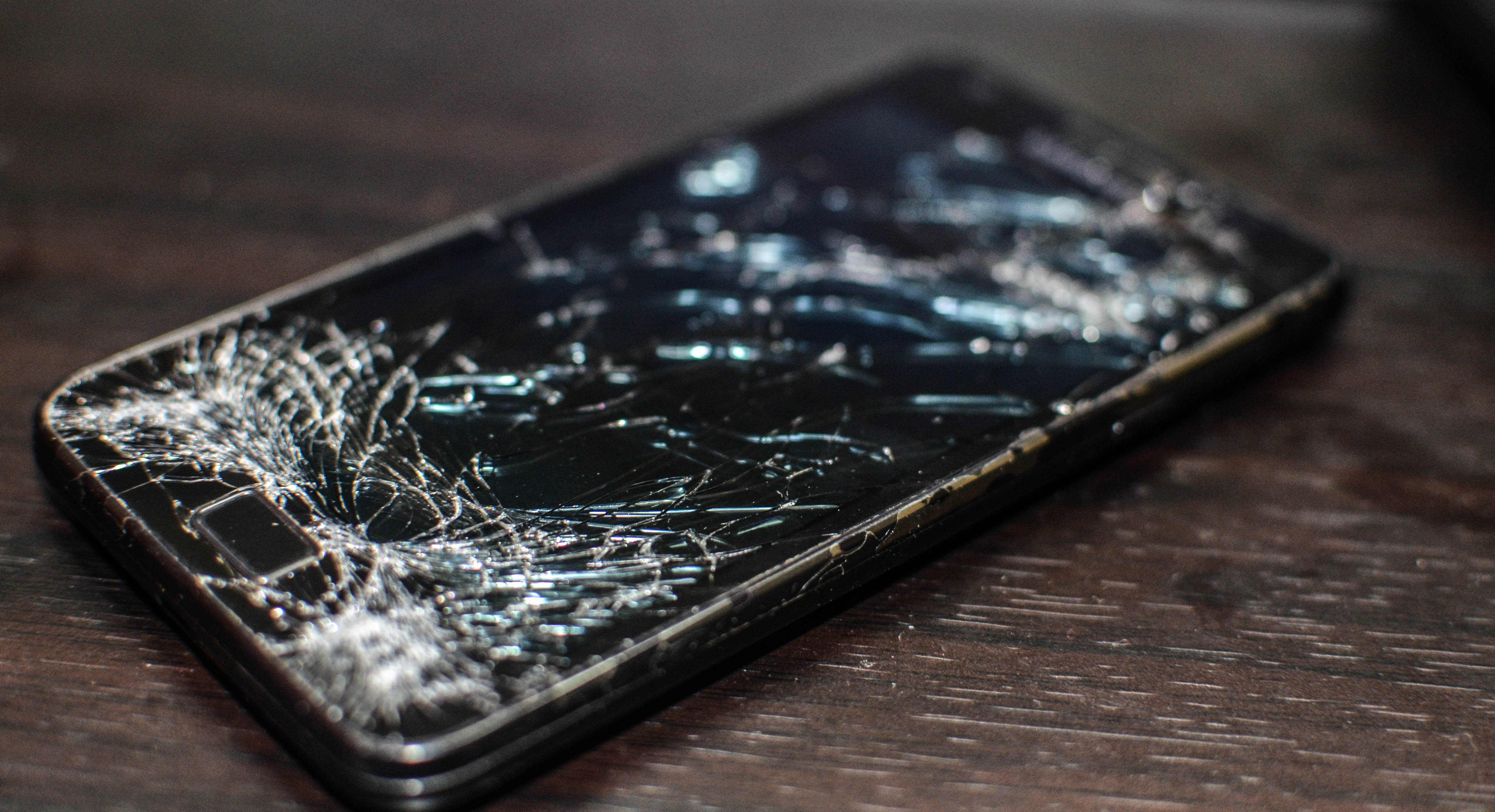
액정이 깨진 스마트폰

오늘날 사회는 기술을 중심으로 돌아가며, 가장 최신 기술과 첨단 기술 제품에 대한 끊임없는 수요로 인해 우리는 대량의 전자 폐기물을 생산하는 데 기여하고 있다. 아이폰 발명 이후 휴대폰은 전자 폐기물 제품의 주요 원천이 되었다. 전자 폐기물에는 유해한 물질뿐만 아니라 가치 있고 희귀한 물질도 포함되어 있다. 복잡한 전자 제품에서는 최대 60가지 원소가 발견될 수 있다. 전자 폐기물 내 금속 농도는 구리, 알루미늄, 철, 금, 은, 팔라듐과 같은 일반적인 광석보다 일반적으로 높다. 2013년 현재 애플은 7억 9천 6백만 대 이상의 아이디바이스(아이팟, 아이폰, 아이패드)를 판매했다. 휴대폰 회사들은 소비자가 새 휴대폰을 구매하도록 휴대폰이 오래가지 않도록 만든다. 회사들은 소비자가 새 제품을 원하고 만들면 살 것이라는 것을 알기 때문에 이 제품들에게 짧은 수명을 부여한다. 미국에서는 매립지 내 중금속의 70%가 폐기된 전자 제품에서 나오는 것으로 추정된다.
폐기된 전자 기기의 수가 증가하고 있다는 점에는 동의하지만, 상대적 위험(예: 자동차 폐기물과 비교)에 대해서는 상당한 이견이 있으며, 중고 전자 제품 거래를 제한하는 것이 상황을 개선할지, 아니면 악화시킬지에 대해서는 강한 이견이 있다. 마더보드(Motherboard)의 기사에 따르면, 거래를 제한하려는 시도가 평판 좋은 기업들을 공급망에서 몰아내어 의도하지 않은 결과를 초래했다.

### 2016년 전자 폐기물 데이터
2016년 아시아는 가장 많은 양의 e-폐기물(1,820만 톤)을 배출했으며, 유럽(1,230만 톤), 아메리카(1,130만 톤), 아프리카(220만 톤), 오세아니아(70만 톤)가 그 뒤를 이었다. 총 e-폐기물 생산량으로는 가장 적었지만, 오세아니아는 1인당 e-폐기물 발생량이 가장 많았고(17.3 kg/인), e-폐기물의 6%만이 수거 및 재활용된 것으로 알려졌다. 유럽은 1인당 e-폐기물 발생량으로는 두 번째로 많았고(평균 16.6 kg/인), 수거율은 가장 높았다(35%). 아메리카는 11.6 kg/인당 e-폐기물을 발생시키며 해당 지역에서 발생한 e-폐기물의 17%만을 수거하며, 이는 아시아의 수거율(15%)과 비슷하다. 그러나 아시아는 1인당 e-폐기물 발생량이 적다(4.2 kg/인). 아프리카는 1.9 kg/인당 e-폐기물만을 발생시키며, 수거율에 대한 정보는 제한적이다. 이 기록은 아프리카, 아메리카, 아시아, 유럽, 오세아니아의 지역별 분류를 제공한다. 이 현상은 41개국이 행정 e-폐기물 데이터를 가지고 있다는 점에서 전체 e-폐기물 양과 관련된 적은 수치를 어느 정도 설명한다. 16개국에 대해서는 탐색을 통해 e-폐기물 양이 수집되고 평가되었다. 상당한 양의 e-폐기물(3,410만 톤)의 운명은 알려지지 않았다. 국가적으로 e-폐기물 법률이 없는 국가에서는 e-폐기물이 대체 폐기물 또는 일반 폐기물로 해석될 수 있다. 이들은 다른 금속 또는 플라스틱 스크랩과 함께 매립되거나 재활용된다. 독성 물질이 제대로 처리되지 않거나, 비공식 부문에서 수거되어 e-폐기물의 오염 물질을 배출하면서 작업자를 제대로 보호하지 않고 전환될 가능성이 엄청나다. e-폐기물 수요가 증가하고 있음에도 불구하고, 많은 국가들이 e-폐기물 규제를 채택하고 있다. 국가 e-폐기물 거버넌스 명령은 세계 인구의 66%를 차지하며, 2014년에 달성한 44%에서 증가했다.

### 2019년 전자 폐기물 데이터
2019년 전 세계적으로 5,360만 톤(1인당 평균 7.3kg)이라는 엄청난 양의 전자 폐기물이 발생했다. 이 수치는 2030년까지 7,400만 톤으로 증가할 것으로 예상된다. 아시아는 여전히 2,490만 톤으로 가장 많은 전자 폐기물 배출량을 기록했으며, 그 뒤를 아메리카(1,310만 톤), 유럽(1,200만 톤), 아프리카와 오세아니아(각각 290만 톤, 70만 톤)가 이었다. 1인당 발생량에서는 유럽이 16.2kg으로 1위를 차지했으며, 오세아니아가 16.1kg으로 2위, 그 뒤를 아메리카가 이었다. 아프리카는 1인당 2.5kg으로 전자 폐기물 발생량이 가장 적었다. 이러한 폐기물의 수거 및 재활용과 관련하여 유럽 대륙이 1위(42.5%)를 차지했으며, 아시아가 2위(11.7%)를 차지했다. 아메리카와 오세아니아는 그 뒤를 이었으며(각각 9.4%와 8.8%), 아프리카는 0.9%로 가장 뒤처졌다. 전 세계적으로 발생한 5,360만 톤의 전자 폐기물 중 공식적으로 문서화된 수거 및 재활용은 9.3%였으며, 44.3%의 운명은 불확실하며, 그 소재지와 환경에 미치는 영향은 전 세계 여러 지역에 따라 다르다. 그러나 국가 전자 폐기물 법률, 규제 또는 정책을 가진 국가의 수는 2014년 이후 61개국에서 78개국으로 증가했다. 문서화되지 않은 상업 및 가정 폐기물의 상당 부분이 플라스틱 및 금속 폐기물과 같은 다른 폐기물 흐름과 혼합되어, 쉽게 재활용 가능한 부분은 오염 제거 및 모든 가치 있는 물질의 회수 없이 열악한 조건에서 재활용될 수 있음을 의미한다.

### 2021년 전자 폐기물 데이터
2021년에는 전 세계적으로 5,740만 톤의 전자 폐기물이 발생한 것으로 추정된다. 문제가 가장 잘 연구된 유럽의 추정에 따르면, 일반 가정의 72개 전자 제품 중 11개가 더 이상 사용되지 않거나 고장 난 상태이다. 유럽에서는 매년 시민 1인당 4~5kg의 미사용 전기 및 전자 제품이 폐기되기 전에 축적된다. 2021년에는 전자 폐기물의 20% 미만이 수거 및 재활용되었다.

### 2022년 전자 폐기물 데이터
2022년 전 세계적으로 발생한 전자 폐기물은 3.4% 증가하여 5,940만 톤에 달했으며, 이는 2022년까지 지구상에서 재활용되지 않은 총 전자 폐기물이 3억 4,700만 톤이 넘는다는 것을 의미한다. 전자 폐기물의 국경 간 이동은 여러 우려스러운 헤드라인으로 인해 대중의 주목을 받았지만, 물량과 교역 경로에 대한 글로벌 연구는 아직 수행되지 않았다. 국경 간 전자 폐기물 흐름 모니터에 따르면, 2019년 전 세계 전자 폐기물 5,360만 톤 중 510만 톤(약 10% 미만)이 국경을 넘었다. 이 연구는 전자 폐기물의 국경 간 이동을 규제된 이동과 통제되지 않은 이동으로 나누고, 그러한 이동의 영향을 더 잘 이해하기 위해 수령 및 송신 지역을 모두 고려한다. 510만 톤 중 180만 톤은 규제된 조건 하에 이동하며, 330만 톤은 통제되지 않은 조건 하에 이동하는데, 이는 중고 EEE 또는 전자 폐기물이 불법적인 이동을 조장하고 전자 폐기물의 적절한 관리에 위험을 제공할 수 있기 때문이다.

## 전자 폐기물 법적 틀
유럽 연합(EU)은 두 가지 법안을 도입하여 전자 폐기물 문제를 해결했다. 첫 번째는 폐기물 전기전자제품 지침(WEEE 지침)으로 2003년에 발효되었다.  이 지침의 주요 목적은 당시 회원국 내 전자 폐기물 재활용 및 재사용을 규제하고 장려하는 것이었다. 2008년에 개정되어 2014년에 발효되었다. 또한 EU는 2003년부터 전기 및 전자 장비에 특정 유해 물질 사용 제한에 관한 지침을 시행했다. 이 문서는 2012년에 추가로 개정되었다. 서부 발칸 국가 중 북마케도니아는 2010년에 배터리 및 축전지에 관한 법률을 채택했고, 이어 2012년에는 전기 및 전자 장비 관리에 관한 법률을 채택했다. 세르비아는 2010-2019년 국가 폐기물 관리 전략으로 전자 폐기물을 포함한 특수 폐기물 흐름 관리를 규제했다. 몬테네그로는 2020년까지 1인당 매년 4kg의 전자 폐기물을 수거하려는 야망을 가지고 전자 폐기물에 관한 양허법을 채택했다. 알바니아 법률 체계는 전기 및 전자 장비 설계를 중심으로 하는 2011년 전기 및 전자 장비 폐기물에 관한 초안 법률을 기반으로 한다. 이와 달리 보스니아 헤르체고비나는 여전히 전자 폐기물을 규제하는 법률이 없다.
2019년 10월 현재, 전 세계적으로 78개국이 전자 폐기물을 관리하기 위한 정책, 법률 또는 특정 규정을 제정했다. 그러나 국가들이 규정을 준수하고 있다는 명확한 증거는 없다. 아시아와 아프리카와 같은 지역은 법적 구속력이 없는 정책을 가지고 있으며, 단지 프로그램적인 정책만 가지고 있다. 따라서 이는 전자 폐기물 관리 정책이 전 세계적으로 국가에 의해 아직 완전히 개발되지 않았다는 도전 과제로 작용한다.

### 전자 폐기물 문제 해결(StEP) 이니셔티브
전자 폐기물 문제 해결(StEP)은 유엔 대학교의 일원인 회원 조직으로, 전자 폐기물과 관련된 문제를 해결하기 위한 솔루션을 개발하기 위해 설립되었다. 전기 및 전자 장비(EEE)의 생산, 재사용 및 재활용 분야에서 가장 저명한 주체들, 정부 기관 및 NGO, 그리고 UN 조직이 그 회원으로 참여하고 있다. StEP은 전자 폐기물과 관련된 모든 이해관계자들의 협력을 장려하며, 문제에 대한 전체론적이고 과학적이며 적용 가능한 접근 방식을 강조한다.:

### 폐기물 전기 및 전자 장비
EU의 유럽 연합 집행위원회(EC)는 폐기물 전기 및 전자 장비(WEEE)를 냉장고, 텔레비전, 휴대폰 및 기타 장치와 같은 전기 장치 및 가전제품에서 발생하는 폐기물로 분류했다. 2005년 EU는 총 9백만 톤의 폐기물을 보고했으며, 2020년에는 1천2백만 톤의 폐기물을 추정한다. 이러한 유해 물질이 포함된 전자 폐기물은 제대로 관리되지 않으면 환경에 나쁜 영향을 미치고 치명적인 건강 문제를 유발할 수 있다. 이러한 물질을 폐기하는 데는 많은 인력과 적절히 관리되는 시설이 필요하다. 폐기뿐만 아니라 이러한 종류의 물질을 제조하는 데는 거대한 시설과 천연 자원(알루미늄, 금, 구리, 실리콘 등)이 필요하며, 이는 환경을 손상시키고 오염을 유발한다.
WEEE 물질이 환경에 미치는 영향을 고려하여 EU 법규는 WEEE 지침과 RoHS 지침이라는 두 가지 법규를 제정했다. 이 지침은 이러한 전기 및 전자 장비 생산 시 유해 물질의 사용 및 제한에 관한 것이다.

#### WEEE 지침
WEEE 지침은 2003년 2월에 시행되었으며, 전자 폐기물 재활용에 중점을 두었다. 이 지침은 소비자에게 다양한 전자 폐기물 수거 계획을 무료로 제공했다(지침 2002/96/EC).
이것이 가장 빠르게 성장하는 폐기물 흐름이 되었기 때문에 유럽 연합 집행위원회는 2008년 12월에 이 지침을 개정했다. 2012년 8월, WEEE 지침은 전자 폐기물 통제 상황을 다루기 위해 발표되었으며, 이는 2014년 2월 14일에 시행되었다(지침 2012/19/EU). 2017년 4월 18일, 유럽 연합 집행위원회는 WEEE 양을 모니터링하기 위한 연구 수행 및 새로운 규정 구현에 대한 공통 원칙을 채택했다. 이는 각 회원국이 국가 시장 데이터를 모니터링하고 보고하도록 요구한다.
WEEE 지침(지침 2012/19/EU)의 부록 III: 폐기물 수집 기한 재검토 및 개별 목표 설정.

#### WEEE 법규
2012년 7월 4일, 유럽 연합 집행위원회는 WEEE에 관한 법률(지침 2012/19/EU )을 통과시켰다. 지침 2012/19/EU 채택 진행 상황에 대해 자세히 알아보려면 (진행 상황 )을 참조하십시오.
2014년 2월 15일, 유럽 연합 집행위원회는 지침을 개정했다. 이전 지침 2002/96/EC에 대해 자세히 알아보려면 (보고서 )을 참조하십시오.

#### RoHS 지침
2003년, 유럽 연합 집행위원회는 폐기물 수집에 관한 법률뿐만 아니라 전자 및 전기 장비 생산에 사용되는 유해 물질(카드뮴, 수은, 가연성 물질, 폴리브롬화 비페닐, 납, 폴리브롬화 디페닐 에테르)의 대체 사용에 관한 RoHS 지침도 시행했다(RoHS 지침 2002/95/EC).
이 지침은 2008년 12월에 다시 개정되었고, 이후 2013년 1월에 다시 개정되었다(RoHS 개정 지침 2011/65/EU). 2017년, 유럽 연합 집행위원회는 영향 평가를 고려하여 기존 지침을 조정하고 새로운 입법 제안을 채택했다(RoHS 2 범위 검토). 2017년 11월 21일, 유럽 의회와 이사회는 RoHS 2 지침을 개정하는 이 법률을 공식 관보에 게시했다.

### 유럽 연합 집행위원회 배터리 및 축전지 법규 (배터리 지침)
매년 EU는 자동차 산업에서 약 80만 톤의 배터리, 산업용 배터리 약 19만 톤, 소비자 배터리 약 16만 톤이 유럽 지역으로 유입된다고 보고한다. 이러한 배터리는 가전제품 및 기타 배터리 구동 제품에서 일상생활에서 가장 흔히 사용되는 제품 중 하나이다. 중요한 문제는 이러한 배터리 폐기물이 환경 및 수자원으로 유해 물질을 방출하는 결과를 초래할 수 있으므로, 제대로 수거하고 재활용하는 방법이다. 일반적으로 이러한 배터리 및 축전기/커패시터의 많은 부품은 유해 물질을 환경으로 방출하거나 천연 자원을 오염시키지 않고 재활용할 수 있다. 유럽 연합 집행위원회는 배터리 폐기물 수거 및 재활용 과정을 개선하고 배터리 폐기물이 환경에 미치는 영향을 통제하는 것을 목표로 하는 '배터리 지침'으로 알려진 새로운 지침을 발표했다. 이 지침은 또한 필요한 조치를 시행하여 내부 시장을 감독하고 관리한다.
이 지침은 유해 물질을 포함하고 환경에 해로우며 수거 및 재활용이 어려운 배터리 및 축전지의 생산 및 판매를 제한한다. 배터리 지침은 배터리 및 축전지의 수거, 재활용 및 기타 재활용 활동을 목표로 하며, 환경에 중립적인 배터리에 라벨을 승인한다. 2020년 12월 10일, 유럽 연합 집행위원회는 배터리 폐기물에 대한 새로운 규정(배터리 규정)을 제안했으며, 이는 유럽 시장에 진입하는 배터리가 재활용 가능하고 지속 가능하며 무해하도록 보장하는 것을 목표로 한다(보도 자료).
법률:
2006년, 유럽 연합 집행위원회는 배터리 지침을 채택하고 2013년에 개정했다.
- 2006년 9월 6일, 유럽 의회와 유럽 이사회는 배터리 및 축전지 폐기물에 관한 지침(지침 2006/66/EC )을 발표했다.
- 배터리 및 축전지 법규 개요 
지침 2006/66/EC (배터리 지침) 평가:
여러 통신 기술, 가전제품 및 기타 소형 배터리 구동 제품의 배터리 사용 증가를 고려할 때, 지침 개정은 평가 프로세스를 기반으로 할 수 있다. 재생 에너지 및 제품 재활용에 대한 수요 증가는 '유럽 배터리 연합(EBA)'이라는 이니셔티브로 이어졌으며, 이는 이 새로운 정책 법률에 따라 유럽 내에서 개선된 배터리 및 축전지 생산의 전체 가치 사슬을 감독하는 것을 목표로 한다. 평가 프로세스 채택은 광범위하게 수용되었지만, 특히 배터리 생산 시 유해 물질 사용 관리 및 모니터링, 배터리 폐기물 수거, 지침 내 배터리 폐기물 재활용과 관련하여 몇 가지 우려가 제기되었다. 평가 프로세스는 환경 피해 통제, 재활용 인식 증대, 재사용 가능한 배터리 및 내부 시장 효율성 개선과 같은 분야에서 분명히 좋은 결과를 가져왔다.
그러나 배터리 지침의 배터리 폐기물 수거 및 재활용 과정에서 몇 가지 한계가 있다. 평가 과정은 이 구현 과정의 격차와 기술적 측면의 협력을 조명하고, 새로운 사용 방식은 구현을 더욱 어렵게 만들며, 이 지침은 기술 발전과의 균형을 유지한다. 유럽 연합 집행위원회의 규정 및 지침은 평가 과정을 긍정적인 방식으로 더욱 효과적으로 만들었다. 평가 과정에 초청되어 평가 및 정보 수집 과정을 개선하기 위한 의견과 아이디어를 제공하도록 요청받은 여러 이해관계자의 참여가 이루어졌다. 2018년 3월 14일, 이해관계자와 협회 회원들은 자신들의 발견 사항에 대한 정보를 제공하고 평가 로드맵 과정을 지원하고 확대하기 위해 참여했다.

### 유럽 연합 전자 폐기물 지침
유럽 연합(EU)은 여러 지침을 채택하여 전자 폐기물 문제를 다루었다. 2011년에는 EEE의 계획 및 제조 과정에서 유해 물질 사용 제한에 관한 2003년 지침 2002/95/EC에 대한 개정안이 통과되었다. 2011년 지침 2011/65/EU에서는 EU 회원국 법률의 불일치와 인간 건강 보호 및 WEEE의 환경적으로 건전한 회수 및 폐기를 위한 규칙 설정의 필요성 때문에 전자 및 전기 장치 계획 및 제조 과정에서 유해 물질 사용에 대한 보다 구체적인 제한의 동기를 명시했다. (2011/65/EU, (2)) 이 지침은 제한 대상 물질 여러 가지를 나열한다. 이 지침은 균일 물질 내 중량별 허용되는 최대 농도값이 다음과 같음을 명시한다: 납 (0.1%); 수은 (0.1%), 카드뮴 (0.1%), 육가 크롬 (0.1%), 폴리브롬화 비페닐 (PBB) (0.1%), 폴리브롬화 디페닐 에테르 (PBDE) (0.1 %). 기술적으로 가능하고 대체재가 있다면 대체재 사용이 요구된다.
그러나 과학 기술적 관점에서 대체가 불가능한 경우에는 예외가 존재한다. 대체재의 허용 및 기간은 대체재의 가용성과 대체재의 사회 경제적 영향을 고려해야 한다. (2011/65/EU, (18))
EU 지침 2012/19/EU는 WEEE를 규제하며, WEEE의 발생 및 관리로 인한 영향을 억제하거나 줄여 생태계와 인간 건강을 보호하기 위한 조치를 마련한다. (2012/19/EU, (1)) 이 지침은 EEE 제품 설계에 대한 특정 접근 방식을 취한다. 제4조에서는 회원국이 WEEE, 그 구성 요소 및 물질의 재사용, 분해 및 회수를 용이하게 하기 위해 모델 및 제조 공정의 종류뿐만 아니라 생산자와 재활용 업체 간의 협력을 촉진해야 할 의무가 있다고 명시한다. (2012/19/EU, (4)) 회원국은 EEE 생산자가 에코 디자인을 사용하도록 조치를 취해야 한다. 즉, WEEE의 후속 재사용을 제한하지 않는 종류의 제조 공정을 사용해야 한다. 이 지침은 또한 회원국에 다른 WEEE의 별도 수거 및 운송을 보장할 의무를 부여한다. 제8조는 WEEE의 적절한 처리에 대한 요구 사항을 명시한다. 모든 WEEE에 필요한 적절한 처리의 최소 기준은 모든 액체를 제거하는 것이다. 설정된 회수 목표는 다음 그림에서 볼 수 있다.
지침 2012/19/EU 부록 I에 따른 EEE 범주는 다음과 같다.
1. 대형 가전제품
2. 소형 가전제품
3. IT 및 통신 장비
4. 소비자 장비 및 태양광 패널
5. 조명 장비
6. 전기 및 전자 도구 (대규모 고정 산업용 도구 제외)
7. 장난감, 레저 및 스포츠 장비
8. 의료 기기 (모든 이식 및 감염 제품 제외)
9. 모니터링 및 제어 장비
10. 자동 판매기

2018년 8월 15일부터 적용되는 지침 2012/19/EU에 명시된 최소 회수 목표:
부록 I의 범주 1 또는 10에 해당하는 WEEE
- 85%는 회수되고, 80%는 재사용 및 재활용을 위해 준비되어야 한다.
부록 I의 범주 3 또는 4에 해당하는 WEEE
- 80%는 회수되고, 70%는 재사용 및 재활용을 위해 준비되어야 한다.
부록 I의 범주 2, 5, 6, 7, 8 또는 9에 해당하는 WEEE
- 75%는 회수되고, 55%는 재사용 및 재활용을 위해 준비되어야 한다.
가스 및 방전 램프의 경우 80%는 재활용되어야 한다.
2021년 유럽 연합 집행위원회는 두 가지 영향 평가 연구와 기술 분석 연구를 의뢰한 후 USB-C의 반복 — 표준화를 위한 휴대폰 충전기 제품의 구현을 제안했다. 이와 같은 규제는 전자 폐기물을 적지만 중요한 양만큼 줄일 수 있을 뿐만 아니라, 이 경우 장치 상호운용성, 통합 및 소비자 편의성을 높이고 자원 수요와 중복성을 줄일 수 있다. 이 규정은 2022년 6월에 통과되어 2024년 말까지 EU에서 판매되는 모든 휴대폰에 USB-C 충전 포트가 의무화되었다.

### 국제 협약
유엔 환경관리그룹(United Nations Environment Management Group)의 보고서는 전자 폐기물을 관리하고 통제하기 위한 전 세계 다양한 조직이 만든 주요 프로세스 및 협정을 나열한다. 정책에 대한 자세한 내용은 아래 링크에서 확인할 수 있다.
- 폐기물 및 기타 물질의 투기로 인한 해양 오염 방지에 관한 국제 협약(MARPOL) (73/78/97)[51]
- 유해 폐기물의 국경 간 이동 및 그 처리 통제에 관한 바젤 협약(1989)[52]
- 몬트리올 의정서 오존층 파괴 물질 (1989)[53]
- 국제 노동 기구 (ILO) 화학 물질 협약, 직장에서 화학 물질 사용의 안전에 관하여 (1990)[54]
- 경제협력개발기구(OECD), 이사회 결정 폐기물 협정 (1992)
- 유엔 기후 변화 협약(UNFCCC) (1994)
- 국제 화학 물질 관리 회의(ICCM) (1995)
- 특정 유해 화학 물질 및 살충제 국제 무역에 대한 사전 통보 동의 절차에 관한 로테르담 협약 (1998)
- 잔류성 유기 오염 물질에 관한 스톡홀름 협약(2001)[55]
- 세계 보건 기구 (WHO), 세계 보건 총회 결의안 (2006–2016)
- 선박의 안전하고 환경적으로 건전한 재활용을 위한 홍콩 국제 협약 (2009) 보관됨 23 1월 2020 - 웨이백 머신
- 미나마타 협약(2013)[56]
- 유엔 기후 변화 협약에 따른 파리 기후 협정(2015)[57]
- 글로벌 통신/ICT 개발을 위한 Connect 2020 의제 (2014)

## 전 세계 무역 문제

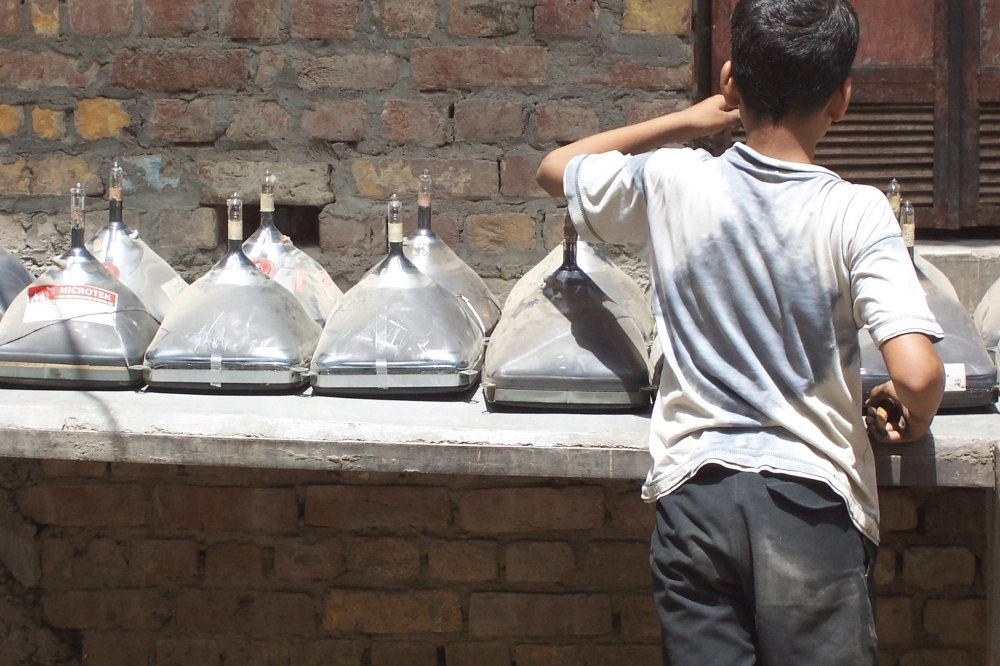
전자 폐기물은 종종 개발도상국으로 수출된다.

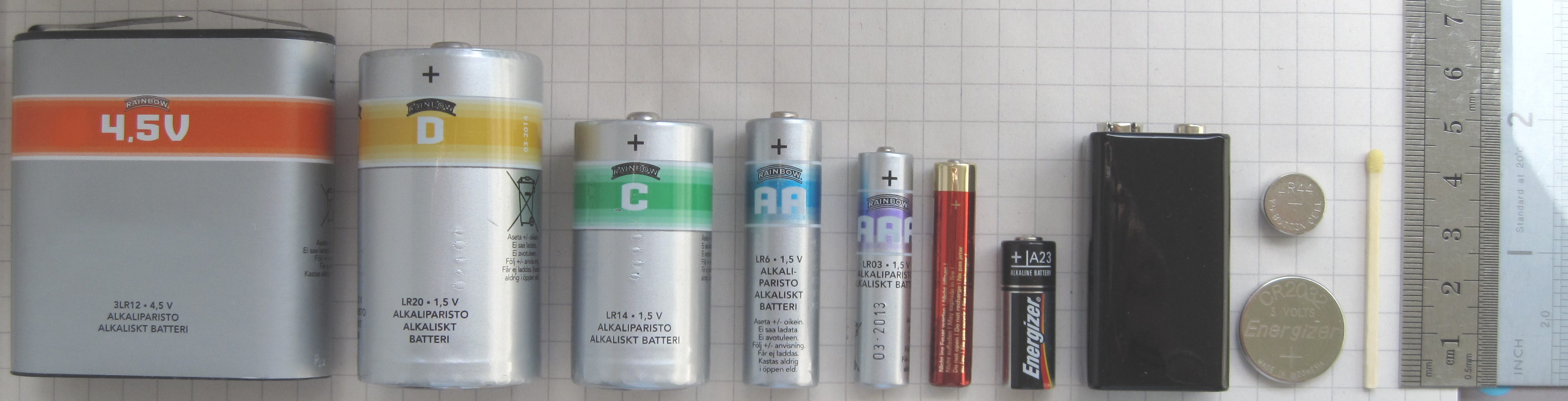
4.5볼트, D, C, AA, AAA, AAAA, A23, 9볼트, CR2032, LR44 전지는 대부분의 국가에서 재활용이 가능하다.

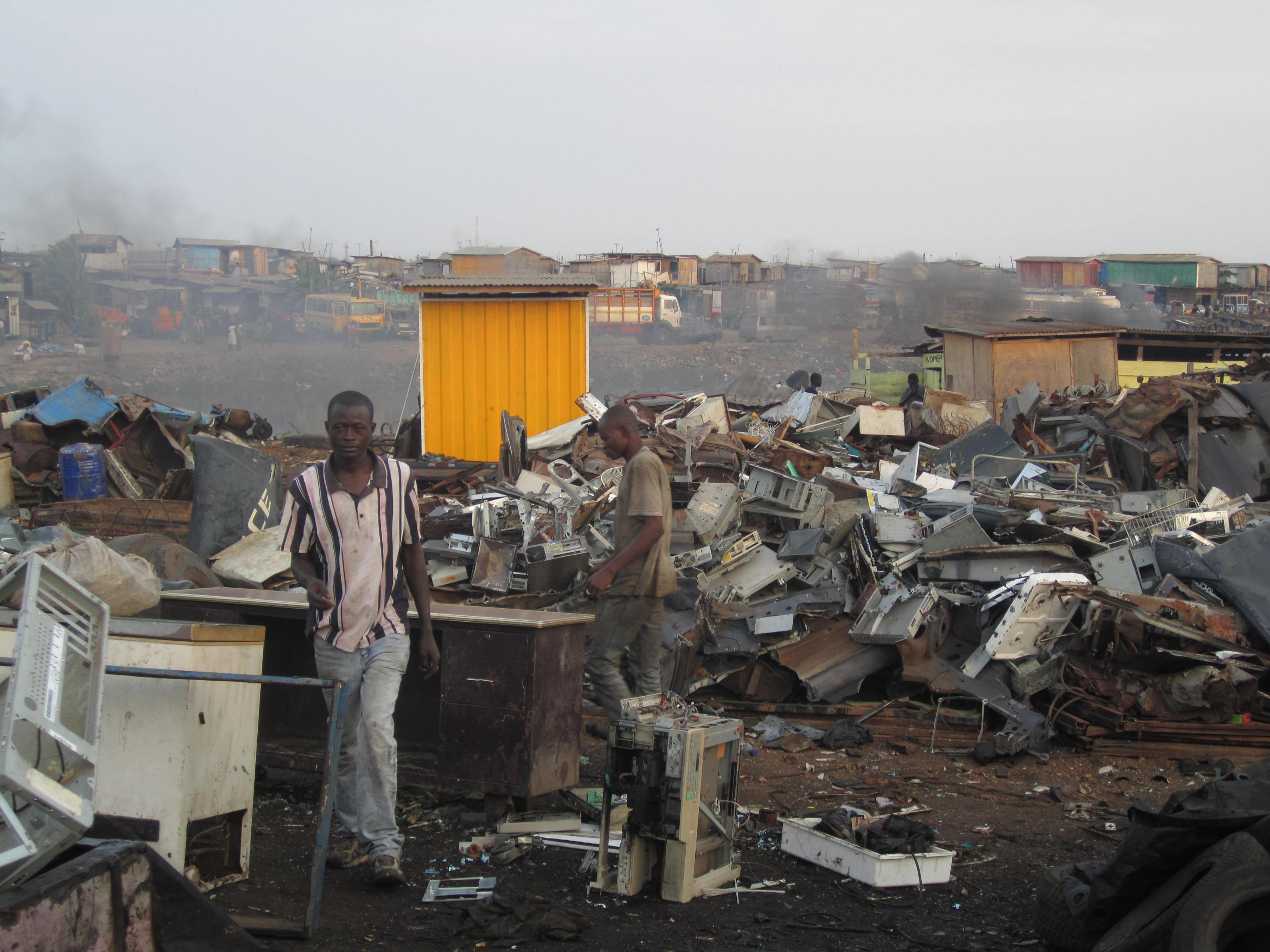
아그보그블로시, 가나의 전자 폐기물 처리 센터. 전자 폐기물이 안전 및 환경 고려 없이 소각되고 분해된다.

한 가지 이론은 전자 폐기물에 대한 규제 강화와 자연 경제에서의 환경 피해에 대한 우려가 수출 전에 잔류물을 제거하는 것에 대한 경제적 동기를 감소시킨다는 것이다. 중고 전자 제품 거래 비판자들은 재활용업자라고 자처하는 중개업자들이 분류되지 않은 전자 폐기물을 중국, 인도 및 아프리카 일부 지역과 같은 개발도상국으로 수출하는 것이 여전히 너무 쉽다고 주장하며, 이는 불량 음극선관과 같은 품목을 제거하는 비용(처리가 비싸고 어려움)을 피하기 위함이라고 말한다. 개발도상국은 전자 폐기물의 독성 폐기장이 되었다. 해외 전자 폐기물을 받는 개발도상국들은 버려진 장비를 수리하고 재활용하는 데 더 나아간다. 그러나 2003년에도 전자 폐기물의 90%는 개발도상국의 매립지로 흘러 들어갔다. 국제 무역 옹호자들은 다른 산업에서 공정 무역 프로그램의 성공을 지적하며, 협력을 통해 지속 가능한 일자리를 창출하고 수리 및 재사용 비율이 높은 국가에 저렴한 기술을 제공할 수 있다고 말한다.
중고 전자제품 거래 옹호자들은 원료 채굴에서 발생하는 금속 추출이 개발도상국으로 이전되었다고 말한다. 폐기된 전자 기기에서 구리, 은, 금 및 기타 재료를 재활용하는 것이 채굴보다 환경에 더 좋다고 여겨진다. 또한 그들은 컴퓨터 및 텔레비전의 수리 및 재사용이 부유한 국가에서는 "잃어버린 예술"이 되었으며, 재정비가 전통적으로 개발의 길이었다고 말한다.
대한민국, 대만, 중국 남부는 중고 제품에서 "잔존 가치"를 찾는 데 탁월했으며, 일부 경우에는 중고 잉크 카트리지, 일회용 카메라 및 작동하는 CRT를 재정비하는 수십억 달러 규모의 산업을 구축했다. 재정비는 전통적으로 기존 제조업에 위협이 되었으며, 단순한 보호주의는 작동하는 제품 수출에 대한 일부 비판을 설명한다. 예를 들어, 중국의 테스트된 작동 펜티엄 4 노트북 수입 금지 또는 일본의 중고 잉여 작동 전자 제품 수출 금지와 같은 "더 웨이스트 메이커스"와 같은 저작물은 작동하는 제품 수출에 대한 비판의 일부를 설명한다.
잉여 전자 제품 수출 반대론자들은 개발도상국이 더 해롭고 낭비적인 방법을 사용한다고 주장한다. 편리하고 널리 퍼진 방법은 단순히 장비를 노천에 버려 플라스틱을 녹이고 가치 없는 금속을 태우는 것이다. 이는 발암물질과 신경독을 공기 중으로 배출하여 시큼하고 오래 지속되는 스모그를 유발한다. 이러한 유해 연기에는 다이옥신과 폴리염화 다이벤조퓨란이 포함된다. 야외 소각 잔류물은 배수로 또는 해양이나 지역 상수원으로 흐르는 수로에 빠르게 버려질 수 있다.
2008년 6월, 미국 오클랜드 항에서 중국 본토 싼수이 구로 향하던 전자 폐기물 컨테이너가 홍콩에서 그린피스에 의해 가로채졌다. 인도, 가나, 코트디부아르, 나이지리아에서 전자 폐기물 수출에 대한 우려가 언론 보도에 제기되었다.
유럽 연합 집행위원회에서 자금을 지원한 CWIT(Countering WEEE Illegal Trade) 프로젝트에서 수행된 연구에 따르면, 유럽에서 2012년에 폐기된 모든 전자 폐기물 중 35%(330만 톤)만이 공식적으로 보고된 수거 및 재활용 시스템에 포함되었다.
나머지 65%(615만 톤)는 다음과 같다.
- 수출(150만 톤),
- 유럽 내 비준수 조건 하에 재활용(315만 톤),
- 귀중한 부품을 위한 재활용(75만 톤), 또는
- 단순히 쓰레기통에 버려짐(75만 톤).[68]

### 구이위
중국 광둥성의 구이위는 거대한 전자 폐기물 처리 공동체이다. 종종 "세계 전자 폐기물 수도"라고 불린다. 전통적으로 구이위는 농업 공동체였지만, 1990년대 중반에는 지역 가구의 75% 이상과 추가로 100,000명의 이주 노동자가 참여하는 전자 폐기물 재활용 센터로 변모했다. 수천 개의 개별 작업장에서 노동자들은 케이블을 자르고, 회로 기판에서 칩을 빼내고, 플라스틱 컴퓨터 케이스를 입자로 갈고, 귀금속을 녹이기 위해 회로 기판을 산성 욕조에 담그는 작업을 한다. 다른 사람들은 미량의 구리선을 회수하기 위해 모든 전선의 절연체를 벗겨낸다. 통제되지 않은 소각, 분해 및 폐기는 지하수 오염, 대기 오염, 직접 배출 또는 지표면 유출(특히 해안 지역 근처)로 인한 수질 오염과 같은 수많은 환경 문제뿐만 아니라 폐기물 처리 방법으로 인해 직간접적으로 관련된 사람들의 직업안전보건 영향과 같은 건강 문제를 야기했다.
구이위의 여러 마을 중 6곳은 회로 기판 분해를 전문으로 하고, 7곳은 플라스틱 및 금속 재처리, 2곳은 전선 및 케이블 분해를 전문으로 한다. 환경 단체인 그린피스는 구이위의 먼지, 토양, 강 퇴적물 및 지하수를 샘플링했다. 그들은 두 곳 모두에서 매우 높은 수준의 독성 중금속과 유기 오염 물질을 발견했다. 단체 운동가인 라이 윤(Lai Yun)은 "납, 수은, 카드뮴과 같은 10가지 이상의 유독성 금속"을 발견했다.
구이위는 디지털 폐기물의 한 예일 뿐이지만, 나이지리아, 가나, 인도 등 전 세계적으로 비슷한 장소를 찾을 수 있다.

### 기타 비공식 전자 폐기물 재활용 현장

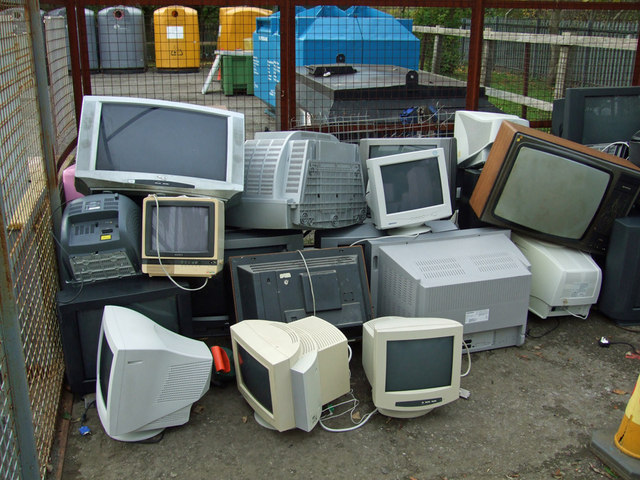
버려진 TV와 컴퓨터 모니터 더미

구이위는 세계에서 가장 오래되고 큰 비공식 전자 폐기물 재활용 현장 중 하나일 가능성이 높지만, 인도, 가나(아그보그블로시), 나이지리아, 필리핀 등 전 세계에 많은 현장이 존재한다. 전자 폐기물 작업자, 지역 사회 및 환경에 대한 노출 수준을 설명하는 몇 가지 연구가 있다. 예를 들어, 인도 북부 연방 지역인 델리의 지역 주민과 이주 노동자들은 버려진 컴퓨터 장비를 수집하고 유독하고 안전하지 않은 방법을 사용하여 기본 금속을 추출한다. 인도 남부에 위치한 벵갈루루는 종종 "인도의 실리콘 밸리"라고 불리며, 성장하는 비공식 전자 폐기물 재활용 부문이 있다. 한 연구에 따르면, 슬럼 지역 사회의 전자 폐기물 작업자들이 전자 폐기물 재활용 시설의 작업자들보다 V, Cr, Mn, Mo, Sn, Tl, Pb 수준이 더 높았다.

### 암호화폐 전자 폐기물
비트코인 채굴 또한 더 많은 양의 전자 폐기물에 기여했다. 비트코인 및 기타 암호화폐는 결제 또는 투기에 사용될 수 있다. 저널 Resources, Conservation and Recycling의 드 브리스(de Vries)와 스톨(Stoll)에 따르면, 평균 비트코인 거래는 272그램의 전자 폐기물을 생성하며, 2020년에만 약 1억 1,250만 그램의 폐기물을 생성했다. 다른 추정치에 따르면, 비트코인 네트워크는 매년 "네덜란드와 같은 국가에서 생산되는 소형 IT 및 통신 장비 폐기물"만큼의 폐기물을 버리며, 총 30.7킬로톤에 달한다. 게다가, 비트코인이 폐기물을 처리하는 속도는 100,000건의 거래당 40그램의 폐기물을 생산하는 VISA와 같은 주요 금융 기관보다 빠르다.
주요 우려 사항은 비트코인 산업의 빠른 기술 교체로 인해 높은 수준의 전자 폐기물이 발생한다는 점이다. 이는 비트코인이 채택한 작업 증명 원칙에 기인할 수 있는데, 채굴자들은 블록체인을 인코딩하는 해시를 가장 먼저 해독한 대가로 통화를 보상으로 받는다. 따라서 채굴자들은 해시를 가장 먼저 해독하기 위해 서로 경쟁하도록 장려된다. 그러나 이러한 해시를 계산하려면 막대한 컴퓨팅 파워가 필요하며, 이는 채굴자들이 가능한 한 가장 높은 처리 능력을 가진 장비를 확보하도록 유도한다. 이를 달성하기 위해 채굴자들은 더 발전된 컴퓨터 칩을 구매하여 장비의 처리 능력을 높인다.
쿠미의 법칙에 따르면, 컴퓨터 칩의 효율성은 1.5년마다 두 배로 증가한다. 즉, 채굴자들은 구형 칩이 여전히 작동하더라도 경쟁 채굴자들과 보조를 맞추기 위해 새로운 칩을 구매하도록 동기를 부여받는다. 어떤 경우에는 채굴자들이 수익성을 위해 이 기간보다 더 일찍 칩을 폐기하기도 한다. 그러나 이는 상당한 양의 폐기물 축적으로 이어진다. 왜냐하면 구식 ASIC (응용 특화 집적 회로) 컴퓨터 칩은 재사용하거나 다른 용도로 변경할 수 없기 때문이다. 비트코인 채굴에 사용되는 대부분의 컴퓨터 칩은 ASIC 칩인데, 이 칩의 유일한 기능은 비트코인을 채굴하는 것이므로 다른 암호화폐나 다른 기술 장치에서는 작동할 수 없어 쓸모가 없다. 따라서 구식 ASIC 칩은 다른 용도로 변경할 수 없으므로 폐기할 수밖에 없다.
비트코인 전자 폐기물 문제는 많은 국가와 기업이 ASIC 칩에 대한 재활용 프로그램을 가지고 있지 않다는 사실로 인해 더욱 악화된다. 그러나 비트코인 채굴을 위한 재활용 인프라를 개발하는 것은 유익할 수 있는데, 이는 ASIC 칩의 알루미늄 히트 싱크와 금속 케이스가 새로운 기술로 재활용될 수 있기 때문이다. 이러한 책임의 대부분은 비트코인의 주요 제조업체인 비트메인에게 있으며, 현재 비트코인 채굴에서 발생하는 폐기물을 재활용할 인프라가 부족하다. 이러한 프로그램이 없으면 비트코인 폐기물의 대부분은 전 세계 전자 폐기물 총량의 83.6%와 함께 쓰레기 매립지로 흘러 들어간다.
많은 사람들은 작업 증명 모델을 완전히 포기하고 지분 증명 모델을 선호해야 한다고 주장한다. 이 모델은 모든 채굴자들이 블록체인에서 거래를 검증하기 위해 경쟁하는 대신, 한 명의 채굴자를 선택하여 거래를 검증하도록 한다. 경쟁이 없으면 채굴자 장비의 처리 속도는 중요하지 않다. 어떤 장치든 블록체인을 검증하는 데 사용될 수 있으므로, 일회용 ASIC 칩을 사용하거나 계속해서 새 칩을 구매하고 오래된 칩을 폐기할 유인이 없을 것이다.

## 환경 영향

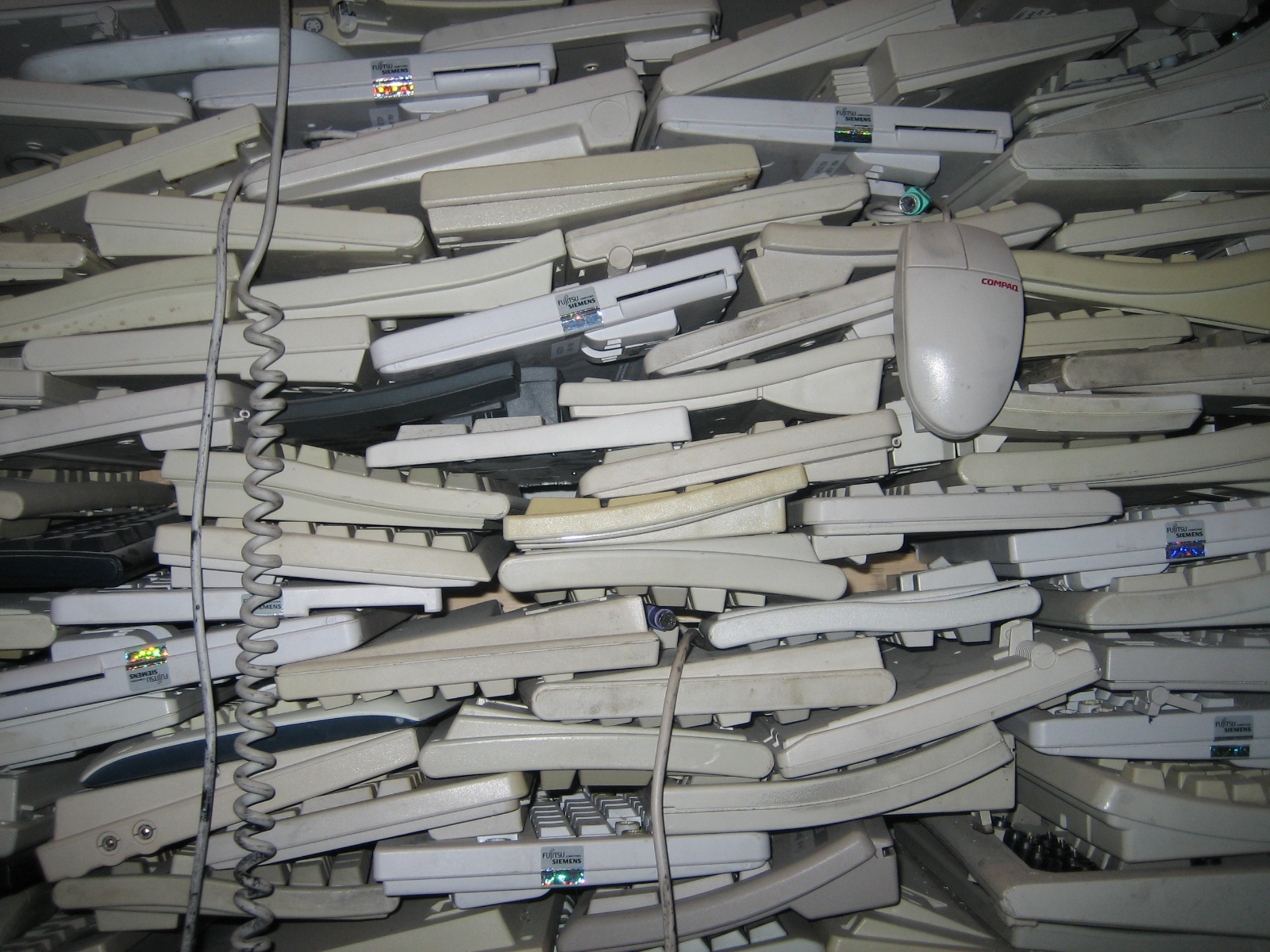
오래된 키보드와 마우스

개발도상국에서 전자 쓰레기를 해체하고 폐기하는 과정은 그래픽에서 설명된 바와 같이 여러 환경적 영향을 미쳤다. 액체 및 대기 방출물은 수역, 지하수, 토양 및 대기로 유입되어 육상 및 해상 동물(가축 및 야생), 동물 및 인간이 섭취하는 작물, 그리고 식수로도 유입된다.
중국 구이유의 환경 영향에 대한 한 연구는 다음을 발견했다.
- 공기 중 다이옥신 – 이전 측정치보다 100배 높은 수치로 발견된 유형
- 오리 연못 및 논의 발암물질 수준이 농경지 국제 기준을 초과했으며, 논의 카드뮴, 구리, 니켈, 납 수준이 국제 기준을 초과했다
- 도로 먼지에서 발견된 중금속 – 대조군 마을 도로 먼지보다 납은 300배 이상, 구리는 100배 이상

약 40,000명의 주민이 거주하는 가나의 아그보그블로시 지역은 전자 쓰레기 오염이 거의 모든 주민의 일상생활에 어떻게 침투할 수 있는지 보여주는 예시를 제공한다. 아프리카에서 가장 큰 비공식 전자 쓰레기 투기 및 처리 장소 중 하나인 이 지역에는 주로 서유럽에서 연간 약 215,000톤의 중고 가전제품이 수입된다. 이 지역은 산업, 상업 및 주거 지역이 상당히 중첩되어 있기 때문에 퓨어 어스(이전 블랙스미스 연구소)는 아그보그블로시를 세계 10대 최악의 독성 위협 중 하나로 평가했다(블랙스미스 연구소 2013).
가나 아그보그블로시 전자 쓰레기 매립지에서 수행된 별도의 연구에서는 토양에서 최대 18,125ppm의 납 농도가 발견되었다. 놀이 공간의 토양 납에 대한 미국 환경보호청(EPA) 기준은 400ppm이고, 놀이 공간이 아닌 지역은 1200ppm이다. 아그보그블로시 전자 쓰레기 매립지의 고철 노동자들은 구리 회수를 위해 전자 부품과 자동차 하네스 전선을 정기적으로 소각하여 납, 다이옥신, 퓨란과 같은 유독성 화학물질을 환경에 방출한다.
뉴질랜드 링컨 대학교 토양물리학 교수 브렛 로빈슨(Brett Robinson)과 같은 연구자들은 중국 동남부의 바람 패턴이 야외 소각으로 방출된 유독성 입자를 4,500만 명이 거주하는 주강 삼각주 지역으로 확산시킨다고 경고한다. 이런 식으로 전자 쓰레기에서 나온 유독성 화학물질은 중금속이 인간에게 노출되는 가장 중요한 경로 중 하나인 "토양-작물-식품 경로"로 유입된다. 이 화학물질들은 생분해되지 않으며, 오랜 기간 환경에 남아 노출 위험을 증가시킨다.
방콕 동부의 농업 지구인 차층사오에서는 지역 주민들이 전자 쓰레기 투기로 인해 주요 수원지를 잃었다. 2017년 말, 인근 중국계 공장이 구리, 은, 금과 같은 귀금속 부품을 채굴하기 위해 분쇄된 컴퓨터, 회로 기판 및 케이블과 같은 외국 전자 쓰레기 품목을 재활용 목적으로 가져오기 시작하면서 카사바 밭은 변형되었다. 그러나 이 품목들은 처리 과정에서 잘못 다루어지면 매우 유독한 납, 카드뮴, 수은도 포함하고 있다. 처리 과정에서 발생하는 유독성 연기로 인해 어지럼증을 느꼈을 뿐만 아니라, 한 지역 주민은 공장이 자신의 물을 오염시켰다고 주장했다. "비가 오면 쓰레기 더미를 통과한 물이 우리 집을 지나 토양과 수계로 들어갔습니다. 환경 단체 지구(Earth)와 지역 정부가 이 지역에서 실시한 수질 검사에서 모두 철, 망간, 납, 니켈, 그리고 일부 경우 비소와 카드뮴의 유독성 수준이 발견되었습니다. 주민들은 얕은 우물물을 사용했을 때 피부병이 발생하거나 악취가 난다고 관찰했습니다." 지구(Earth)의 설립자인 펜촘 사에탕(Penchom Saetang)은 "이는 지역 주민들이 의심했던 것처럼 수원지에 문제가 있다는 증거입니다."라고 말했다.
| 전자 쓰레기 구성 요소                                                   | 사용된 공정                                                                | 잠재적 환경 위험 |
| ----------------------------------------------------------------------- | -------------------------------------------------------------------------- | --- |
| 음극선관 (TV, 컴퓨터 모니터, ATM, 비디오 카메라 등에 사용)              | 요크 파쇄 및 제거 후 투기                                                  | 납, 바륨 및 기타 중금속의 지하수 침출 및 유독성 인 방출                                                                                          |
| 인쇄 회로 기판 (테이블 뒤 이미지 – 칩 및 기타 전자 부품이 놓인 얇은 판) | 컴퓨터 칩 탈납 및 제거; 칩 제거 후 금속 제거를 위한 개방형 연소 및 산 욕조 | 유리 먼지, 주석, 납, 브롬화 다이옥신, 베릴륨, 카드뮴, 수은의 대기 배출 및 강으로의 방류                                                          |
| 칩 및 기타 금 도금 부품                                                 | 질산 및 염산 사용 화학적 탈착 및 칩 연소                                   | PAH, 중금속, 브롬화 난연제 직접 강으로 방류하여 물고기와 식물 산성화. 지표수 및 지하수 주석 및 납 오염. 브롬화 다이옥신, 중금속, PAH의 대기 배출 |
| 프린터, 키보드, 모니터 등의 플라스틱                                    | 재사용을 위한 분쇄 및 저온 용융                                            | 브롬화 다이옥신, 중금속, 탄화수소 배출 |
| 컴퓨터 전선                                                             | 구리 회수를 위한 개방형 연소 및 피복 제거                                  | PAH가 공기, 물, 토양으로 방출. |

폐기된 품목의 연식과 유형에 따라 전자 쓰레기의 화학적 구성은 달라질 수 있다. 대부분의 전자 쓰레기는 구리, 알루미늄, 철과 같은 금속의 혼합물로 구성된다. 이러한 금속은 다양한 종류의 플라스틱과 세라믹에 부착되거나, 덮이거나, 심지어 혼합되어 있을 수도 있다. 전자 쓰레기는 환경에 심각한 영향을 미치므로 R2 인증 재활용 시설에서 폐기하는 것이 중요하다.

## 연구
2020년 5월, 중국에서 전통 및 새로운 오염 물질 등급(염소화, 브롬화, 혼합 할로겐화 다이벤조-p-다이옥신/다이벤조퓨란(PCDD/Fs, PBDD/Fs, PXDD/Fs), 폴리브롬화 디페닐 에테르(PBDEs), 폴리염화 바이페닐(PCBs) 및 폴리할로겐화 카바졸(PHCZs))의 발생 및 분포를 조사하는 과학 연구가 진행되었다. 이 연구는 2009년부터 운영되어 연간 19.6Wt의 처리 용량을 가진 항저우의 전자 쓰레기 처리장 토양에서 수행되었다. 연구 지역에는 하나의 공식적인 배출원만 있지만, 더 넓은 산업 단지에는 여러 금속 회수 및 재처리 공장과 인접한 고속도로의 교통량이 많아 일반 및 중장비 장치가 사용된다. 목표 할로겐화 유기 화합물(HOCs)의 최대 농도는 주요 발생원으로부터 0.1~1.5km 떨어져 있었고, 전반적으로 검출된 HOCs 수준은 일반적으로 전 세계적으로 보고된 수준보다 낮았다. 이 연구는 연구자들이 경고했던 내용을 입증했다. 즉, 교통량이 많은 고속도로, 특히 디젤 차량이 운행하는 고속도로에서는 정지된 발생원보다 배기가스 배출이 더 큰 다이옥신 발생원이라는 것이다. 화학 화합물, 특히 PBDD/Fs 및 PXDD/Fs의 환경 및 건강 영향을 평가할 때, 토양의 복잡한 구성과 비, 바람과 같은 장기간의 기상 조건을 고려해야 한다. 전자 쓰레기 영향을 평가하기 위한 공통된 이해와 방법을 구축하기 위해 추가 조사가 필요하다.

## 정보 보안
폐기된 데이터 처리 장비에는 이전 사용자의 민감한 정보로 간주될 수 있는 읽을 수 있는 데이터가 여전히 포함될 수 있다. 이러한 장비에 대한 재활용 계획은 민감한 정보를 지우기 위한 적절한 절차를 따름으로써 정보 보안을 지원할 수 있다. 여기에는 저장 매체를 재포맷하고 복구할 수 없도록 임의의 데이터로 덮어쓰거나, 모든 데이터가 완전히 파기되도록 매체를 파쇄하고 소각하여 물리적으로 파괴하는 단계가 포함될 수 있다. 예를 들어, 많은 운영 체제에서 파일을 삭제하더라도 물리적 데이터 파일은 매체에 그대로 남아 있어 일반적인 방법으로 데이터를 검색할 수 있다.

## 재활용

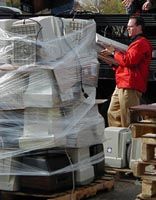
컴퓨터 모니터는 일반적으로 재활용을 위해 나무 팔레트에 낮게 쌓은 다음 수축 포장된다.

재활용은 유독 물질의 환경 유출을 크게 줄이고 천연 자원의 고갈을 막을 수 있다. 그러나 이는 지방 당국의 장려와 지역 사회 교육을 통해 이루어져야 한다. 전자 쓰레기의 20% 미만이 공식적으로 재활용되며, 80%는 매립되거나 비공식적으로 재활용된다. 그 중 대부분은 개발도상국에서 수작업으로 이루어져 작업자들이 수은, 납, 카드뮴과 같은 유해하고 발암성이 있는 물질에 노출된다.
전자 쓰레기에서 귀금속을 추출하는 방법은 일반적으로 세 가지가 있는데, 습식 제련, 건식 제련, 그리고 습식-건식 제련 방법이다. 각 방법은 고유한 장단점과 함께 유독성 폐기물을 발생시킨다.
주요 과제 중 하나는 전자 쓰레기에서 인쇄 회로 기판을 재활용하는 것이다. 회로 기판에는 금, 은, 백금 등 귀금속과 구리, 철, 알루미늄 등 비금속이 포함되어 있다. 전자 쓰레기가 처리되는 한 가지 방법은 회로 기판을 녹이고, 구리선을 회수하기 위해 케이블 피복을 태우고, 가치 있는 금속을 분리하기 위해 개방형 산 침출을 사용하는 것이다. 전통적인 방법은 기계적 분쇄 및 분리이지만, 재활용 효율이 낮다. 인쇄 회로 기판 재활용을 위해 극저온 분해와 같은 대체 방법이 연구되었으며, 일부 다른 방법들도 여전히 조사 중이다. 2023년에는 에어로젤 매트릭스에 단백질 섬유를 사용하여 회로 기판에서 금을 흡착하는 AF 에어로젤이 개발되었다.
전자 제품을 적절히 폐기하거나 재사용하면 건강 문제를 예방하고, 온실가스 배출을 줄이며, 일자리를 창출할 수 있다.

### 소비자 인식 노력

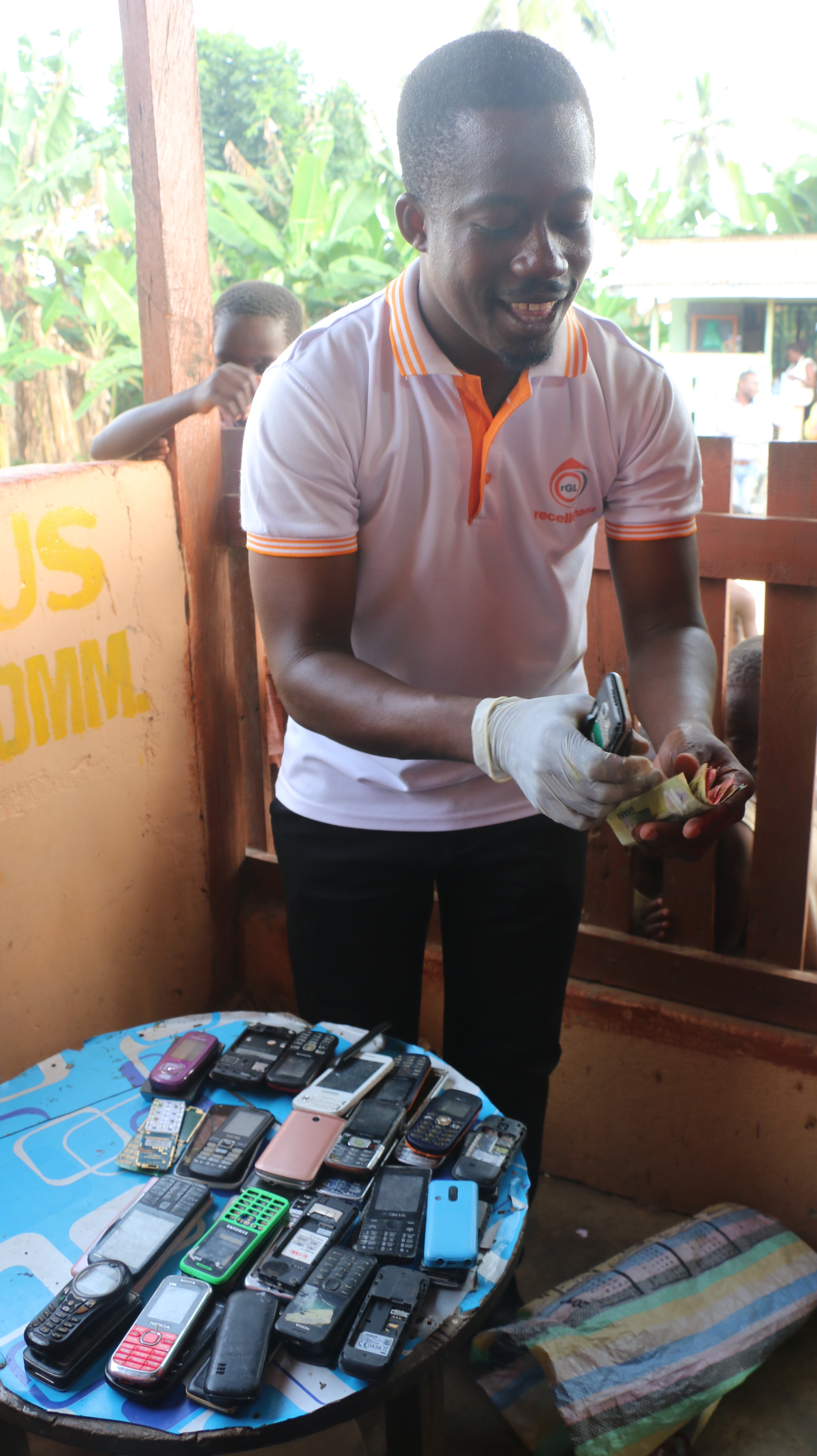
가나에서 전자 쓰레기 재활용을 장려하는 캠페인

미국 환경보호청은 전자 제품 재활용업체가 공인된 독립적인 제3자 감사원에게 전자 제품을 안전하게 재활용 및 관리하기 위한 특정 기준을 충족함을 입증함으로써 인증을 받도록 권장한다. 이는 최고의 환경 기준이 유지되도록 보장하는 데 도움이 될 것이다. 현재 전자 제품 재활용업체를 위한 두 가지 인증이 존재하며 EPA의 승인을 받았다. 고객은 인증된 전자 제품 재활용업체를 선택하도록 권장된다. 책임 있는 전자 제품 재활용은 환경 및 인체 건강 영향을 줄이고, 재사용 및 재생 장비의 사용을 늘리며, 한정된 자원을 절약하면서 에너지 사용을 줄인다. EPA가 승인한 두 가지 인증 프로그램은 책임 있는 재활용 실천(R2)과 E-스튜어드이다. 인증된 기업은 재사용 및 재활용을 극대화하고, 인체 건강 또는 환경에 대한 노출을 최소화하며, 재료의 안전한 관리를 보장하고, 전자 제품에 사용된 모든 데이터의 파괴를 요구하는 엄격한 환경 기준을 충족하는지 확인한다. 인증된 전자 제품 재활용업체는 감사 및 기타 수단을 통해 지속적으로 특정 높은 환경 기준을 충족하고 사용된 전자 제품을 안전하게 관리함을 입증했다. 일단 인증을 받으면 재활용업체는 독립적인 공인 인증 기관의 지속적인 감독을 통해 특정 표준을 준수하게 된다. 인증 위원회는 인증 기관이 특정 책임을 충족하고 감사 및 인증을 제공할 역량이 있는지 확인하기 위해 인증 기관을 인정하고 감독한다.
일부 미국 소매업체는 폐기된 전자 장치에 대한 소비자 재활용 기회를 제공한다. 미국에서 소비자 전자 제품 협회 (CEA)는 소비자들이 재활용 찾기를 통해 수명이 다한 전자 제품을 적절히 폐기하도록 권장한다. 이 목록에는 가장 엄격한 표준과 제3자 인증 재활용 장소를 사용하는 제조업체 및 소매업체 프로그램만 포함되어 있어 소비자들이 자신의 제품이 안전하고 책임감 있게 재활용될 것이라는 확신을 가질 수 있도록 한다. CEA 연구에 따르면 소비자의 58%가 수명이 다한 전자 제품을 어디로 가져가야 할지 알고 있으며, 전자공업은 이러한 인식이 더욱 높아지기를 매우 바란다. 소비자 전자 제품 제조업체 및 소매업체는 전국적으로 5,000개 이상의 재활용 장소를 후원하거나 운영하고 있으며, 2016년까지 연간 10억 파운드를 재활용하겠다고 공언했다. 이는 2010년 업계가 재활용한 3억 파운드에서 급격히 증가한 수치이다.
지속 가능한 물질 관리(SMM) 전자 챌린지는 미국 환경보호청 (EPA)이 2012년에 만들었다. 챌린지 참가자는 전자 제품 제조업체 및 전자 소매업체이다. 이 회사들은 다양한 장소에서 수명이 다한(EOL) 전자 제품을 수집하여 인증된 제3자 재활용업체로 보낸다. 그러면 프로그램 참가자는 자사의 100% 책임 있는 재활용을 공개적으로 홍보하고 보고할 수 있다. 전자제품 테이크백 연합(ETBC)은 전자 제품이 생산, 사용 및 폐기되는 곳에서 인체 건강을 보호하고 환경 영향을 제한하는 것을 목표로 하는 캠페인이다. ETBC는 주로 지역 사회 홍보 및 법적 집행 이니셔티브를 통해 기술 제품 폐기 책임이 전자 제품 제조업체 및 브랜드 소유자에게 있음을 주장한다. 이 단체는 소비자 재활용에 대한 권장 사항과 환경적으로 책임 있는 것으로 판단되는 재활용업체 목록을 제공한다. 생산자와 소비자에 의해 생성된 재활용 및 폐기물 수집의 증가로 귀중한 물질이 회수되어 매립 및 소각에서 멀리 떨어지는 등 주요 이점이 있었지만, "재활용 표준의 적절한 시행 보장 방법, 순이익 가치가 있는 폐기물 처리 방법, 경쟁의 역할" 등 EPR 시스템에는 여전히 많은 문제가 존재한다(Kunz et al.). 많은 이해관계자들은 효율적인 시스템을 만들 더 많은 기회를 제공하기 때문에 폐기물 양의 증가는 단점이라기보다는 기회로 보고, 모든 곳에서 재활용 시스템을 개선하기 위해 더 높은 수준의 책임과 효율성이 필요하다는 데 동의했다. 재활용 경쟁을 보다 비용 효율적으로 만들기 위해 생산자들은 더 높은 경쟁 동력이 필요하다는 데 동의했는데, 이는 전자 폐기물 재활용을 위해 더 넓은 범위의 생산자 책임 조직을 선택할 수 있도록 하기 때문이다.
전자 재활용업체를 위한 인증 전자 재활용업체 프로그램은 품질, 환경, 보건 및 안전 성능을 위한 주요 운영 및 지속적인 개선 요소를 통합하는 포괄적인 통합 관리 시스템 표준이다. 풀뿌리 실리콘 밸리 독성 물질 연합은 인간 건강을 증진하고 기술에 포함된 독성 물질로 인한 환경 정의 문제를 해결한다. 세계 재사용, 수리 및 재활용 협회(wr3a.org)는 수출되는 전자 제품의 품질을 개선하고, 수입국의 더 나은 재활용 기준을 장려하며, "공정 무역" 원칙을 통해 관행을 개선하는 데 전념하는 조직이다. Take Back My TV는 전자제품 회수 연합의 프로젝트이며, 텔레비전 제조업체를 평가하여 연합의 관점에서 어떤 제조업체가 책임감 있고 어떤 제조업체가 그렇지 않은지 파악한다.
미국 교도소에서 전자 쓰레기 해체 작업의 잠재적 위험성에 대한 인식을 높이려는 노력도 있었다. 실리콘 밸리 독성 물질 연합, 수감자 권리 운동가, 환경 단체는 '독성 노동 착취 공장' 보고서를 발표하여 교도소 노동이 전자 쓰레기 처리에 어떻게 사용되고 있으며, 이로 인해 작업자들 사이에서 건강 문제가 발생하고 있는지 상세히 설명했다. 이 단체들은 교도소가 적절한 안전 기준을 갖추고 있지 않기 때문에 수감자들이 건강에 해롭고 안전하지 않은 조건에서 제품을 해체하고 있다고 주장한다.

### 처리 기술

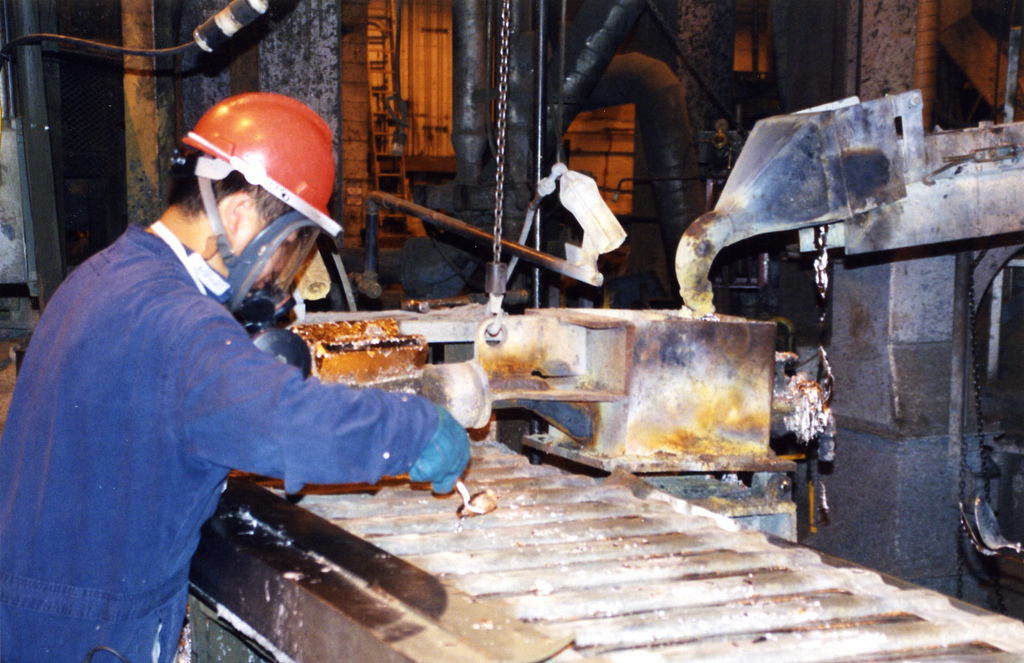
배터리에서 납을 재활용하는 모습

많은 선진국에서 전자 쓰레기 처리는 일반적으로 장비를 다양한 부품(금속 프레임, 전원 공급 장치, 회로 기판, 플라스틱)으로 분해하는 것으로 시작된다. 이는 종종 수작업으로 이루어지지만, 자동화된 분쇄 장비가 점점 더 많이 사용되고 있다. 대표적인 예는 동유럽 최대 규모의 시설인 노비 이스카르 불가리아에 있는 NADIN 전자 쓰레기 처리 공장이다. 이 공정의 장점은 인간 작업자가 칩, 트랜지스터, RAM 등 작동하고 수리 가능한 부품을 인식하고 보존할 수 있다는 점이다. 단점은 건강 및 안전 기준이 가장 낮은 국가에서 노동력이 가장 저렴하다는 점이다.
대안적인 대량 처리 시스템에서는 호퍼가 파쇄할 재료를 단순한 기계적 분리기로 운반하고, 선별 및 과립 기계를 사용하여 구성 금속 및 플라스틱 조각을 분리하여 제련소 또는 플라스틱 재활용업체에 판매한다. 이러한 재활용 기계는 밀폐되어 있고 집진 시스템을 사용한다. 일부 배출물은 스크러버와 스크린으로 포집된다. 자석, 와전류 분리기, 트롤멜 스크린이 유리, 플라스틱, 철 및 비철 금속을 분리하는 데 사용되며, 이는 제련소에서 추가로 분리될 수 있다.
구리, 금, 팔라듐, 은, 주석은 재활용을 위해 제련소에 판매되는 귀금속이다. 유해한 연기와 가스는 환경적 위협을 완화하기 위해 포집, 저장 및 처리된다. 이러한 방법을 통해 모든 귀중한 컴퓨터 건축 자재를 안전하게 회수할 수 있다. 휴렛팩커드 제품 재활용 솔루션 책임자 르네 세인트 데니스(Renee St. Denis)는 자사의 공정을 다음과 같이 설명한다. "우리는 약 30피트 높이의 거대한 파쇄기를 통해 모든 것을 쿼터 크기 정도로 파쇄합니다. 일단 디스크 드라이브가 이 정도 크기로 파쇄되면 데이터를 복구하기 어렵습니다." 이상적인 전자 쓰레기 재활용 공장은 부품 회수를 위한 해체와 대량 전자 쓰레기의 비용 효율적인 처리를 결합한다. 재사용은 장치의 수명을 연장하기 때문에 재활용의 대안이 될 수 있다. 장치는 결국 재활용이 필요하지만, 다른 사람들이 중고 전자 제품을 구매하도록 허용함으로써 재활용을 연기하고 장치 사용으로부터 가치를 얻을 수 있다.
2021년 11월 초, 조지아주는 이그네오 테크놀로지스와 협력하여 새버나 항구에 8,500만 달러 규모의 대형 전자 재활용 공장을 건설한다고 발표했다. 이 프로젝트는 여러 대의 파쇄기와 열분해 기술을 사용하는 용광로를 사용하여 폐기물 흐름에서 저가치 플라스틱이 많이 포함된 장치에 중점을 둘 것이다.

### 재활용의 이점
수명이 다한 전자 제품에서 원료를 재활용하는 것은 증가하는 전자 쓰레기 문제에 대한 가장 효과적인 해결책이다. 대부분의 전자 장치는 다양한 재료를 포함하며, 이 중에는 미래에 재사용될 수 있는 금속도 있다. 해체 및 재사용 가능성을 제공함으로써 손상되지 않은 천연 자원을 보존하고 유해 폐기물 처리로 인한 대기 및 수질 오염을 방지할 수 있다. 또한 재활용은 신제품 제조로 인한 온실가스 배출량을 줄인다. 전자 쓰레기 재활용의 또 다른 이점은 많은 재료를 재활용하고 다시 사용할 수 있다는 것이다. 재활용 가능한 재료에는 "철(철 기반) 및 비철 금속, 유리, 다양한 플라스틱 유형"이 포함된다. "주로 알루미늄과 구리인 비철 금속은 모두 재용융 및 재제조될 수 있다. 강철과 철과 같은 철 금속도 재사용될 수 있다." 최근 3D 프린팅의 인기가 급증하면서, 특정 3D 프린터(FDM 방식)는 쉽게 재활용될 수 있는 폐기물을 생성하도록 설계되어 대기 중 유해 오염 물질의 양을 줄인다. 이러한 프린터에서 부산물로 나오는 여분의 플라스틱도 새로운 3D 프린팅 창작물을 만드는 데 재사용될 수 있다.
책임 있는 재활용 방법이 사용될 때 재활용의 이점은 확대된다. 미국에서 책임 있는 재활용은 폐기되거나 해체된 전자 제품이 야기할 수 있는 인간 건강과 환경에 대한 위험을 최소화하는 것을 목표로 한다. 책임 있는 재활용은 재활용되는 전자 제품의 최상의 관리 관행, 작업자 건강 및 안전, 그리고 지역 및 해외 환경에 대한 고려를 보장한다. 유럽에서는 재활용된 금속이 비용을 절감한 상태로 원산지 회사로 반환된다. 일본에서는 헌신적인 재활용 시스템을 통해 제조업체들이 제품을 더욱 지속 가능하게 만들도록 촉진되었다. 많은 회사들이 자체 제품의 재활용을 책임지고 있었기 때문에, 이러한 책임은 제조업체들에게 그들의 인프라를 재설계하도록 요구했다. 결과적으로 일본의 제조업체들은 재활용된 금속을 판매하는 추가적인 선택권을 갖게 되었다.
전자 쓰레기를 부적절하게 관리하면 금, 백금, 코발트, 희토류 원소와 같은 희귀하고 귀중한 원료가 심각하게 손실된다. 현재 전 세계 금의 최대 7%가 전자 쓰레기에 포함되어 있을 수 있으며, 1톤의 금광석보다 1톤의 전자 쓰레기에 100배 더 많은 금이 들어 있다.

## 폐기물 감축 방법으로서의 수리
전자 쓰레기 재활용으로 인해 발생하는 환경적 위험을 줄이는 몇 가지 방법이 있다. 전자 쓰레기 문제를 악화시키는 요인 중 하나는 많은 전기 및 전자 제품의 수명이 줄어들고 있다는 점이다. 이러한 추세에는 특히 두 가지 요인이 있다. 한편으로는 저렴한 제품에 대한 소비자 수요가 제품 품질을 저해하여 제품 수명이 단축된다. 다른 한편으로는 일부 부문의 제조업체는 정기적인 업그레이드 주기를 장려하며, 심지어 예비 부품, 서비스 매뉴얼, 소프트웨어 업데이트의 제한된 가용성 또는 계획적 구식화를 통해 이를 강제하기도 한다.
이러한 상황에 대한 소비자 불만은 성장하는 수리 운동으로 이어졌다. 종종 이는 수리 카페 또는 리스타트 프로젝트에서 추진하는 "다시 시작 파티"와 같은 지역 사회 수준에서 이루어진다.
수리할 권리는 미국에서 첨단 농기계의 서비스 정보, 전문 도구 및 예비 부품 부족에 불만을 품은 농민들에 의해 선도되고 있다. 그러나 이 운동은 농기계를 넘어 확장되어, 예를 들어 애플이 제공하는 제한적인 수리 옵션에 대한 비판이 제기되고 있다. 제조업체들은 종종 승인되지 않은 수리 및 개조로 인한 안전 문제를 들어 반박한다.
전자 폐기물 발자국을 줄이는 쉬운 방법은 전자 기기를 폐기하는 대신 판매하거나 기부하는 것이다.
부적절하게 폐기된 전자 쓰레기는 특히 그 양이 증가함에 따라 점점 더 위험해지고 있다. 이러한 이유로 애플, 삼성 등 대형 브랜드들은 고객들에게 오래된 전자 제품을 재활용할 수 있는 옵션을 제공하기 시작했다. 재활용은 내부의 값비싼 전자 부품을 재사용할 수 있게 한다. 이는 상당한 에너지를 절약하고 추가 원자재 채굴 또는 새로운 부품 제조의 필요성을 줄일 수 있다. 전자 재활용 프로그램은 간단한 온라인 검색을 통해 많은 지역에서 찾을 수 있다. 예를 들어, 도시 또는 지역 이름과 함께 "전자 제품 재활용"을 검색하면 된다.
클라우드 서비스는 데이터를 저장하는 데 유용하다는 것이 입증되었으며, 저장 장치를 휴대할 필요 없이 전 세계 어디서든 데이터에 접근할 수 있다. 클라우드 스토리지는 또한 저렴한 비용으로 대용량 저장을 가능하게 한다. 이는 편리함을 제공하는 동시에 새로운 저장 장치 제조의 필요성을 줄여 전자 쓰레기 발생량을 억제한다.

## 전자 쓰레기 분류
시장에는 다양한 종류의 전기 제품이 존재한다. 이러한 제품들을 분류하기 위해서는 합리적이고 실용적인 범주로 묶는 것이 필요하다. 제품을 분류하는 것은 제품 폐기 과정을 결정하는 데 도움이 될 수도 있다. 일반적으로 분류는 전자 쓰레기를 설명하는 데 도움이 된다. 분류는 예를 들어 환경에 위협이 되지 않는 경우와 같이 특별한 세부 사항을 정의하지 않았다. 반면에 분류는 국가별 해석의 차이 때문에 너무 통합되어서는 안 된다. UNU-KEYs 시스템은 통합 통계(HS) 코딩을 밀접하게 따른다. 이는 세관 목적을 위한 공통 기반을 분류할 수 있는 통합 시스템인 국제 명명법이다.

## 전자 쓰레기 물질

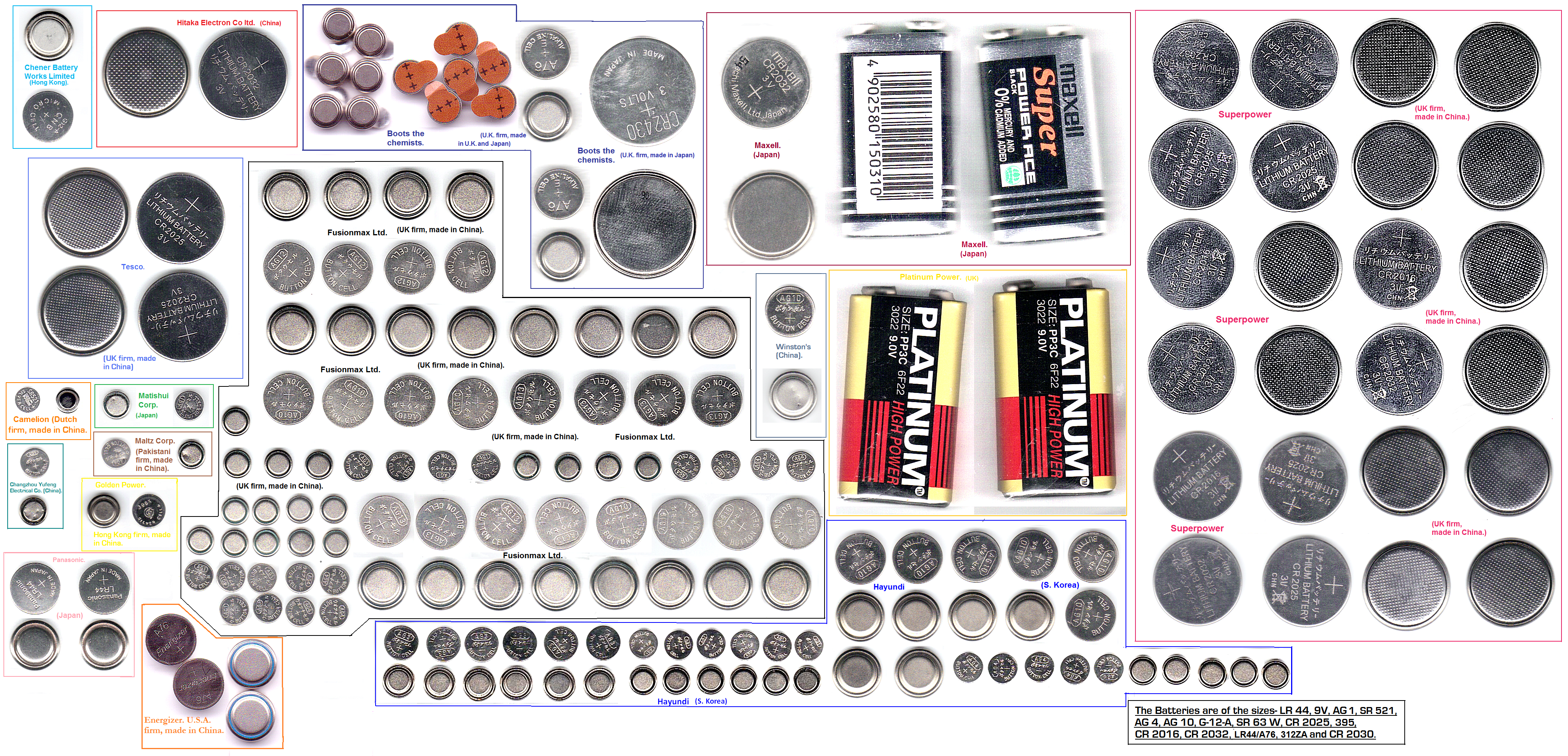
크기 비교를 위해 2개의 9V 배터리와 함께 여러 크기의 버튼 및 코인 셀. 이들은 종종 납, 수은 및 카드뮴을 포함하고 있기 때문에 많은 국가에서 재활용된다.

일부 컴퓨터 부품은 새 컴퓨터 제품을 조립하는 데 재사용될 수 있으며, 다른 부품은 건설, 식기, 보석류 등 다양한 용도로 재사용될 수 있는 금속으로 환원된다. 다량으로 발견되는 물질로는 에폭시 수지, 유리섬유, 폴리염화 바이페닐, 폴리염화 비닐 (폴리염화 비닐), 열경화성 플라스틱, 납, 주석 (원소), 구리, 규소, 베릴륨, 탄소, 철, 알루미늄이 있다. 소량으로 발견되는 원소로는 카드뮴, 수은, 탈륨이 있다. 미량으로 발견되는 원소로는 아메리슘, 안티몬, 비소, 바륨, 비스무트, 붕소, 코발트, 유로퓸, 갈륨, 저마늄, 금, 인듐, 리튬, 망가니즈, 니켈, 나이오븀, 팔라듐, 백금, 로듐, 루테늄, 셀레늄, 은, 탄탈륨, 터븀, 토륨, 타이타늄, 바나듐, 이트륨이 있다. 거의 모든 전자 제품은 납과 주석 (땜납으로), 그리고 구리 (전선 및 인쇄 회로 기판 트랙으로)를 포함하고 있지만, 무연 땜납의 사용이 현재 빠르게 확산되고 있다. 다음은 일반적인 적용 분야이다.

### 유해성
| 전자 쓰레기 구성 요소 | 발견되는 전기 기기 | 건강에 미치는 악영향 |
| --------------------- | --- | --- |
| 아메리슘              | 연기 감지기의 방사성 물질. | 발암물질로 알려져 있다. |
| 납                    | 땜납, CRT 모니터 유리, 납 축전지, 일부 PVC 제제. 일반적인 15인치 음극선관에는 1.5파운드의 납이 포함될 수 있지만, 다른 CRT에는 최대 8파운드의 납이 포함된 것으로 추정된다. | 납 노출의 부작용으로는 인지 기능 저하, 행동 장애, 주의력 결핍, 과잉 행동, 행동 문제 및 낮은 IQ가 있다. 이러한 영향은 발달 중인 신경계가 납, 카드뮴, 수은으로 인한 손상에 매우 취약한 어린이에게 가장 해롭다. |
| 수은                  | 형광등 (다양한 용도), 기울기 스위치 (기계식 초인종, 온도조절기) 및 평면 모니터의 CCFL 백라이트에서 발견된다. | 건강 영향에는 감각 손상, 피부염, 기억 상실 및 근육 약화가 포함된다. 자궁 내 노출은 운동 기능, 주의력 및 언어 영역에서 태아 결함을 유발한다. 동물에 대한 환경 영향에는 사망, 생식력 감소, 성장 및 발달 지연이 포함된다. |
| 카드뮴                | 감광 저항기, 해양 및 항공 환경용 내식성 합금, 니켈-카드뮴 전지에서 발견된다. 가장 흔한 형태의 카드뮴은 니켈-카드뮴 충전지에서 발견된다. 이 배터리에는 일반적으로 6~18%의 카드뮴이 포함되어 있다. 니켈-카드뮴 배터리의 판매는 EU에서 의료용을 제외하고 금지되었다. 제대로 재활용되지 않으면 토양으로 침출되어 미생물에 해를 끼치고 토양 생태계를 교란할 수 있다. 노출은 유해 폐기물 처리장 및 공장 근처, 금속 정제 산업 종사자에게서 발생한다. | 카드뮴 흡입은 폐에 심각한 손상을 일으킬 수 있으며 신장 손상도 유발하는 것으로 알려져 있다. 카드뮴은 또한 어린이의 인지, 학습, 행동 및 신경 운동 기술 결함과 관련이 있다. |

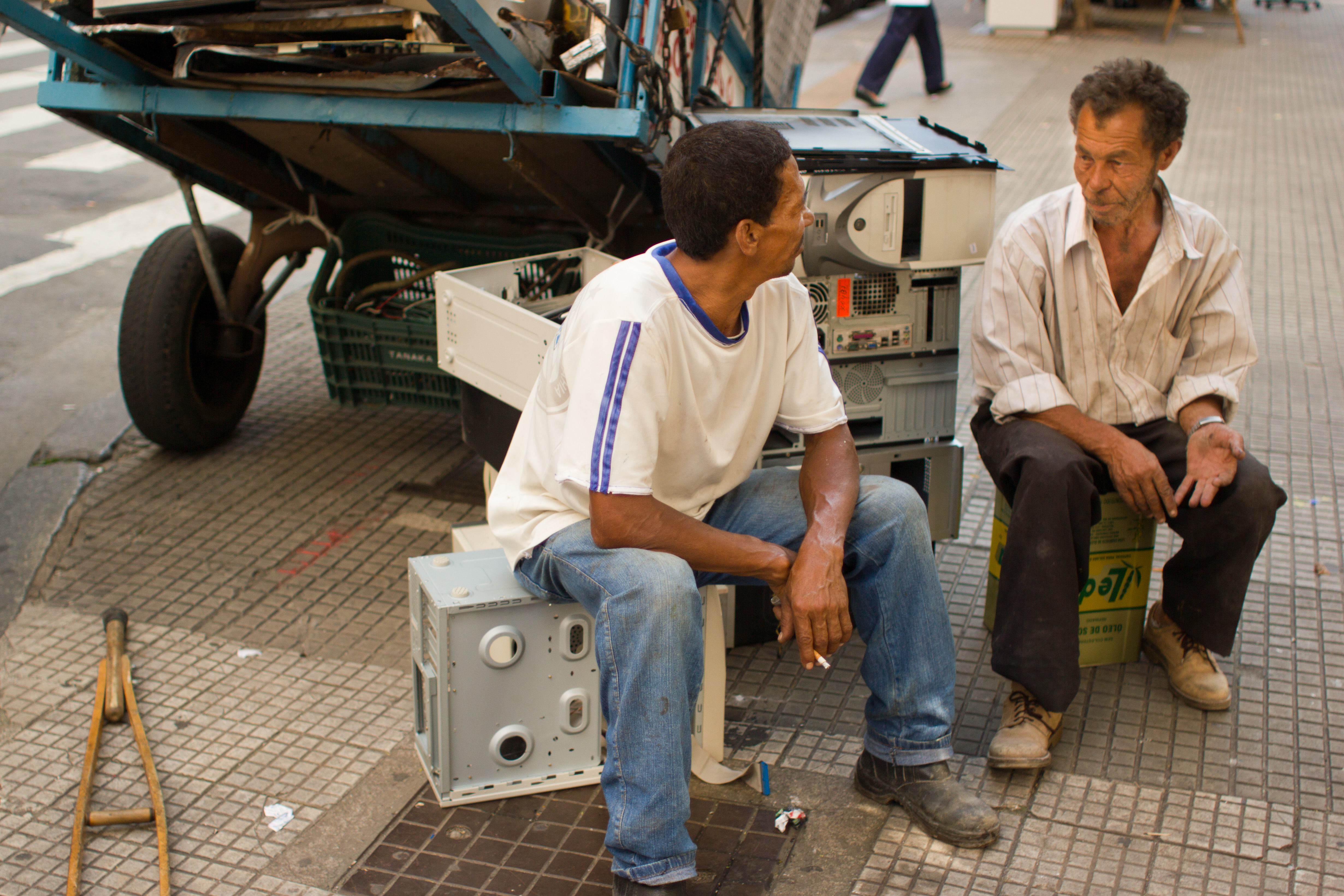
상파울루 거리의 폐컴퓨터 재활용업자들

| 6가 크로뮴            | 금속 코팅에 사용하여 부식을 방지한다. | 직업적 흡입 노출 후 알려진 발암물질이다. 세포 증식을 억제하고, 세포막 손상을 일으키고, DNA 단일 가닥 파열을 유발하고, 반응성 산소 종(ROS) 수준을 높이는 것으로 나타난 일부 화학 물질의 세포 독성 및 유전 독성 효과에 대한 증거도 있다. |
| 황                    | 납 축전지에서 발견된다. | 건강 영향에는 간 손상, 신장 손상, 심장 손상, 눈 및 목 자극이 포함된다. 환경에 방출되면 이산화 황을 통해 황산을 생성할 수 있다. |
| 브롬화 난연제 (BFR)   | 대부분의 전자기기 플라스틱에 난연제로 사용된다. PBB, PBDE, DecaBDE, OctaBDE, PentaBDE가 포함된다. | 건강 영향에는 신경계 발달 손상, 갑상선 문제, 간 문제가 포함된다. 환경 영향: 인간과 동물에게 유사한 영향을 미친다. PBB는 1973년부터 1977년까지 금지되었다. PCB는 1980년대에 금지되었다. |
| 과불화옥탄산 (PFOA)   | 산업 분야에서 정전기 방지 첨가제로 사용되며 전자기기에도 발견되며, 비점착성 조리기구 (PTFE)에서도 발견된다. PFOA는 환경적 분해를 통해 합성적으로 형성된다. | 쥐를 대상으로 한 연구에서 다음과 같은 건강 영향을 발견했다: 간독성, 발달 독성, 면역 독성, 호르몬 효과 및 발암 효과. 연구에 따르면 임산부의 PFOA 수치가 증가하면 자연 유산 및 사산 위험이 증가하는 것으로 나타났다. 임산부의 PFOA 수치 증가는 평균 임신 주수(조산), 평균 출생 체중(저체중), 평균 출생 길이(임신 주수에 비해 작은 크기) 및 평균 아프가 점수 감소와도 관련이 있다. |
| 산화 베릴륨           | CPU 및 전력 트랜지스터의 히트 싱크에 사용되는 써멀 그리스와 같은 일부 열 인터페이스 재료의 충전재, 마그네트론, X선 투과 세라믹 창, 진공관의 열 전달 핀, 가스 레이저 등에 사용된다. | 직업적 노출은 폐암과 관련이 있으며, 다른 일반적인 건강 부작용으로는 베릴륨 민감성, 만성 베릴륨 질환, 급성 베릴륨 질환이 있다. |
| 폴리염화 비닐 (PVC)   | 전자제품에서 흔히 발견되며 일반적으로 전기 케이블의 절연체로 사용된다. | 제조 단계에서 다이옥신을 포함한 유독성 및 유해성 원료 물질이 방출된다. 염소와 같은 PVC는 생물 농축되는 경향이 있다. 시간이 지나면서 염소 함유 화합물은 대기, 수질, 토양 오염 물질이 될 수 있다. 이는 인간과 동물이 이를 섭취할 수 있다는 점에서 문제를 제기한다. 또한 독소 노출은 생식 및 발달 건강에 영향을 미칠 수 있다.                                                      |

### 일반적으로 무해

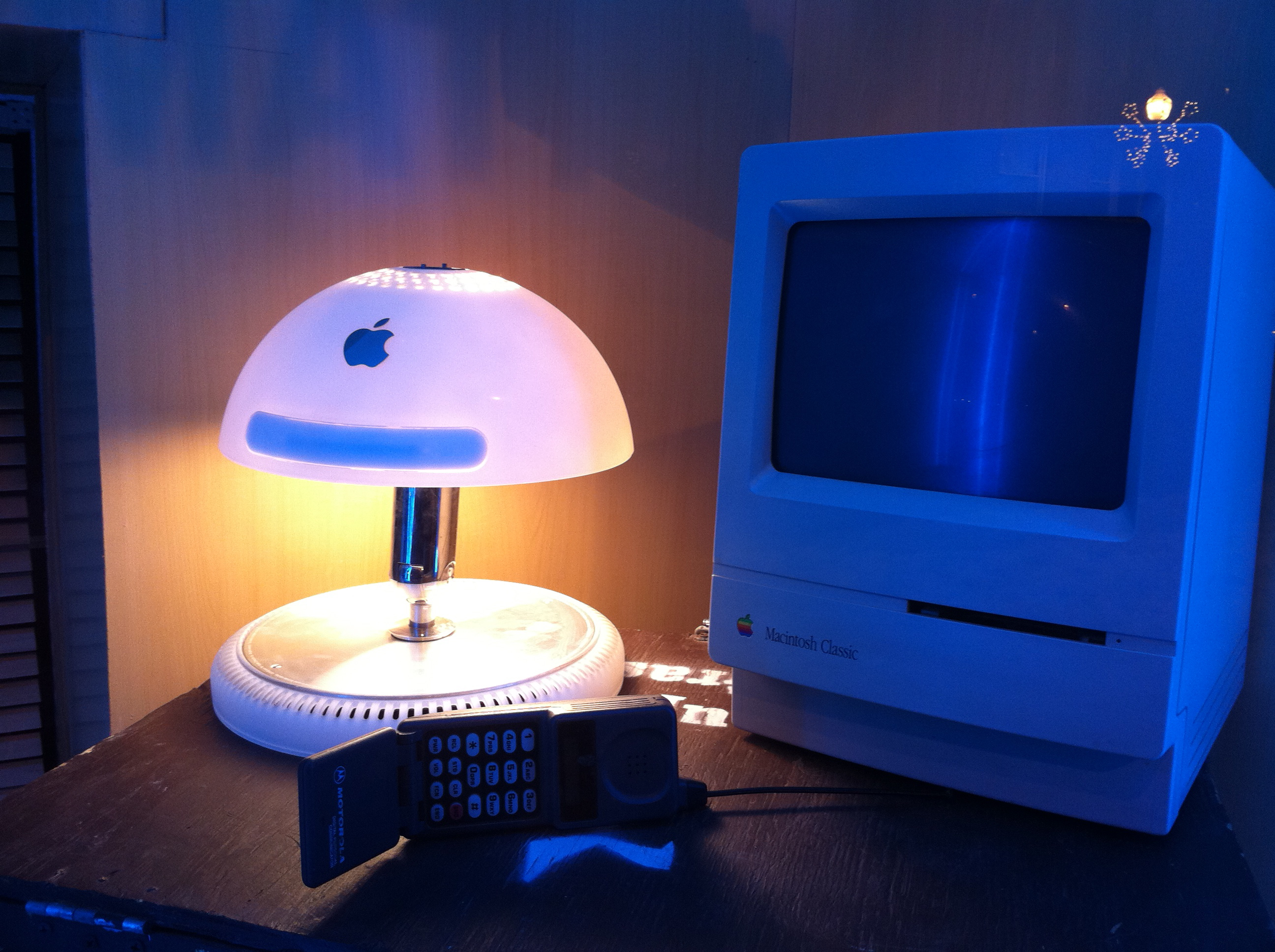
램프로 리퍼포징된 아이맥 G4 (매킨토시 클래식 및 모토로라 마이크로택 옆에 촬영됨)

| 전자 쓰레기 구성 요소 | 사용되는 공정                                                                         |
| --------------------- | ------------------------------------------------------------------------------------- |
| 알루미늄              | 몇 와트 이상의 전력을 사용하는 거의 모든 전자 제품(히트 싱크), 집적 회로, 전해 축전기 |
| 구리                  | 구리선, 인쇄 회로 기판 트랙, 집적 회로, 부품 리드                                     |
| 저마늄                | 1950년대~1960년대 트랜지스터화된 전자 제품(접합형 트랜지스터)                         |
| 금                    | 커넥터 도금, 주로 컴퓨터 장비                                                         |
| 리튬                  | 리튬이온 배터리                                                                       |
| 니켈                  | 니켈-카드뮴 전지                                                                      |
| 규소                  | 유리, 트랜지스터, 집적 회로, 인쇄 회로 기판                                           |
| 주석                  | 땜납, 부품 리드 코팅                                                                  |
| 아연                  | 강철 부품용 도금                                                                      |

## 인체 건강 및 안전

### 재활용 현장 주변 주민
전자 쓰레기 재활용 활동에 참여하지 않더라도 전자 쓰레기 재활용 현장 주변에 거주하는 주민들은 전자 쓰레기로 오염된 공기, 물, 토양, 먼지, 식품 공급원과 쉽게 접촉할 수 있기 때문에 식품, 물, 환경 오염으로 인한 환경 노출에 직면할 수 있다. 일반적으로 주요 노출 경로는 흡입, 섭취, 피부 접촉 세 가지이다.
연구에 따르면 전자 쓰레기 재활용 현장 주변에 거주하는 사람들은 중금속 일일 섭취량이 더 높고 신체 부담이 더 심각하다. 잠재적인 건강 위험에는 정신 건강, 인지 기능 손상, 전반적인 신체 건강 손상이 포함된다 (참조: 전자 쓰레기#유해성). DNA 손상도 통제 지역 인구보다 전자 쓰레기 노출 인구(성인, 어린이, 신생아) 모두에서 더 흔한 것으로 나타났다. DNA 파열은 잘못된 복제 및 돌연변이 가능성을 높이며, 종양 억제 유전자에 손상이 발생하면 암으로 이어질 수 있다.

#### 태아 노출 및 신생아 건강
전자 쓰레기에 대한 태아 노출은 신생아의 오염 물질 신체 부담에 부정적인 영향을 미치는 것으로 밝혀졌다. 중국의 가장 유명한 전자 쓰레기 재활용 현장 중 하나인 구이위에서 신생아의 제대혈 납 농도 증가가 부모의 전자 쓰레기 재활용 과정 참여와 어머니가 임신 중 구이위 및 전자 쓰레기 재활용 공장 또는 작업장에서 보낸 시간과 관련이 있다는 것이 밝혀졌다. 또한 구이위 신생아들 사이에서 높은 태반 메탈로티오네인(독성 금속 노출을 나타내는 작은 단백질)이 Cd 노출의 결과로 발견되었으며, 구이위 신생아의 높은 Cd 수치는 부모의 전자 쓰레기 재활용 참여와 관련이 있었다. 구이위 산모의 높은 PFOA 노출은 신생아의 성장 및 이 지역의 잠재력에 부정적인 영향을 미치는 것과 관련이 있다.
비공식 전자 쓰레기 재활용에 대한 태아 노출은 또한 여러 가지 불리한 출생 결과(사산, 저체중아, 낮은 아프가 점수 등)와 신생아의 미래 삶에서 행동 및 학습 문제와 같은 장기적인 영향을 초래할 수 있다.

#### 어린이
어린이는 작은 몸집, 높은 신진대사율, 체중에 비해 넓은 표면적, 다양한 노출 경로(예: 피부, 손-입, 가정 내 노출) 등 여러 가지 이유로 인해 전자 쓰레기 노출에 특히 민감하다. 성인 전자 쓰레기 재활용 근로자에 비해 8배 높은 잠재적 건강 위험이 있는 것으로 측정되었다. 연구에 따르면 전자 쓰레기 재활용 지역에 사는 어린이의 혈중 납 농도(BLL)와 혈중 카드뮴 농도(BCL)가 대조군 지역에 사는 어린이에 비해 유의하게 높았다. 예를 들어, 한 연구에서는 구이위의 평균 BLL이 대조군 지역보다 거의 1.5배 높았고 (9.9 ug/dL에 비해 15.3 ug/dL), 반면 미국 CDC는 혈중 납 기준치를 5 ug/dL로 설정했다. 납 농도가 가장 높은 곳은 회로 기판을 다루는 작업장의 부모를 둔 어린이였으며, 가장 낮은 곳은 플라스틱을 재활용하는 어린이였다.
전자 쓰레기 노출은 어린이에게 심각한 건강 문제를 일으킬 수 있다. 전자 쓰레기에 포함된 납, 수은, 카드뮴, 크로뮴, 비소, 니켈과 같은 발달 신경독성 물질에 대한 어린이의 노출은 낮은 IQ, 인지 기능 저하, 발암물질 노출 및 기타 유해효과의 위험을 높일 수 있다. 특정 연령대에서 전자 쓰레기 재활용 현장에 있는 어린이의 폐 기능 저하가 발견되었다. 일부 연구는 어린이의 전자 쓰레기 노출과 응고 장애, 청력 손실, 백신 항체 역가 감소의 연관성을 발견했다. 예를 들어, 전자 쓰레기 현장에서 8-9세 소년들의 니켈 노출은 노력성 폐활량 감소, 카탈라아제 활동 감소, 슈퍼옥사이드 디스뮤타제 활동 및 말론다이알데하이드 수치의 유의한 증가를 초래한다.

### 전자 폐기물 재활용 작업자

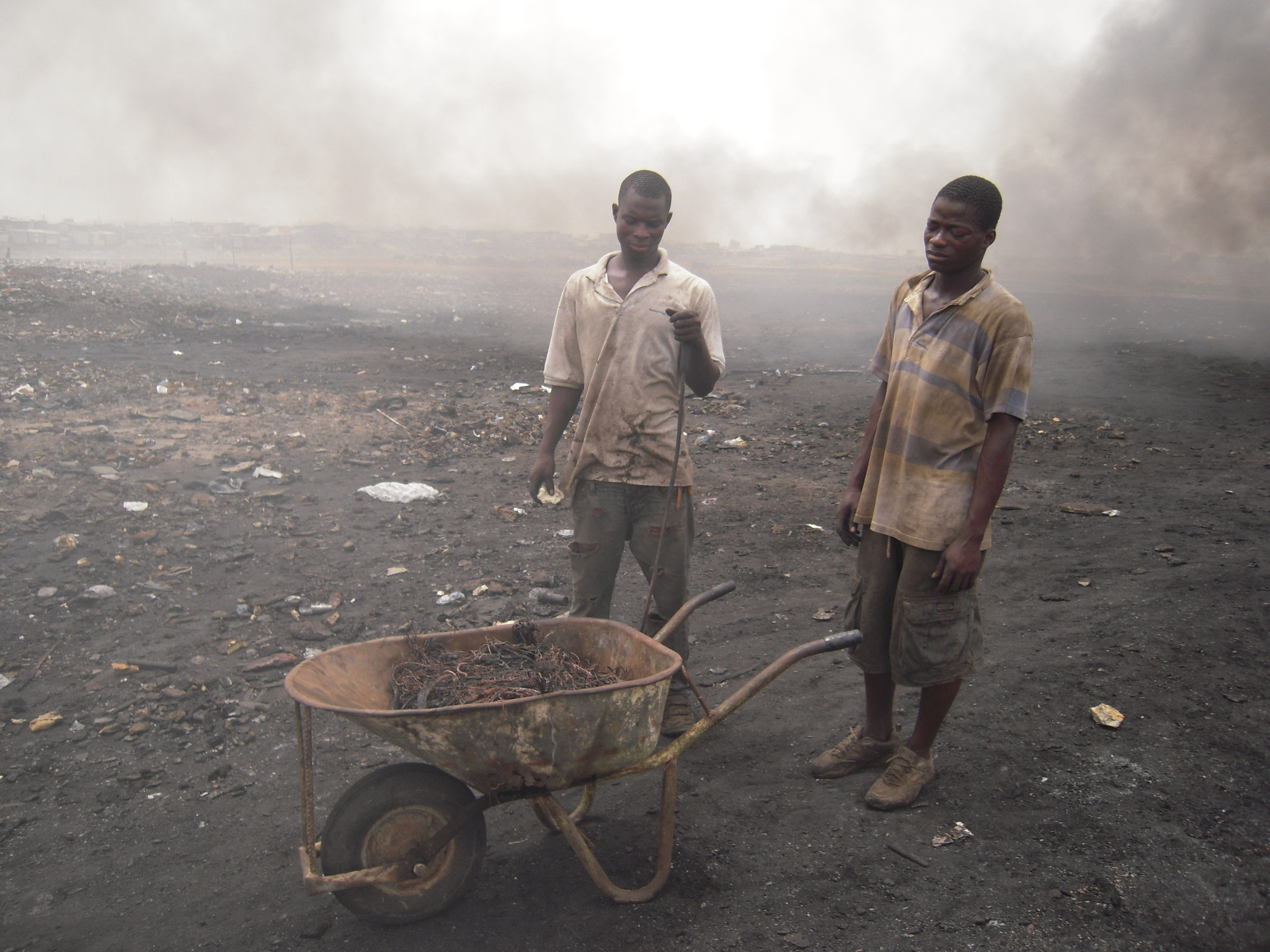
아그보그블로시의 전자 폐기물 작업자들이 구리 회수를 위해 소각하는 모습, 2010년

전자 폐기물의 복잡한 구성과 부적절한 처리는 인체 건강에 해로운 영향을 미친다. 역학 및 임상 증거가 증가하면서, 특히 인도와 중국과 같은 개발도상국에서 전자 폐기물이 인체 건강에 미치는 잠재적 위협에 대한 우려가 커지고 있다. 예를 들어, 건강 위험 측면에서 인쇄 배선 기판을 공개적으로 소각하면 주변 지역의 다이옥신 농도가 증가한다. 이러한 독소는 작업자와 지역 주민이 흡입할 경우 암 발생 위험을 높인다. 유독성 금속과 독극물은 소량의 귀금속을 수동으로 추출하고 수집하는 과정에서 혈류로 유입될 수 있으며, 작업자들은 고농축 산의 유독성 화학 물질과 연기에 지속적으로 노출된다. 절연 전선을 태워 재판매 가능한 구리를 회수하는 것은 신경 장애를 유발하며, 반도체 및 칩 저항기에서 발견되는 카드뮴에 급성으로 노출되면 신장과 간이 손상되고 골 손실을 유발할 수 있다. 인쇄 회로 기판과 컴퓨터 및 텔레비전 화면의 납에 장기간 노출되면 중추 및 말초 신경계와 신장이 손상될 수 있으며, 어린이들은 이러한 해로운 영향에 더 취약하다.
미국 산업안전보건청(OSHA)은 일반적으로 재활용 작업자에게 발생할 수 있는 여러 잠재적 안전 위험을 요약했다. 여기에는 압착 위험, 유해 에너지 방출, 유독성 금속 등이 포함된다.
| 위험                    | 세부 사항 |
| ----------------------- | --- |
| 미끄러짐, 넘어짐, 추락  | 전자 폐기물을 수거하고 운반하는 동안 발생할 수 있다. |
| 압착 위험               | 작업자가 기계나 전자 폐기물에 끼이거나 깔릴 수 있다. 전자 폐기물 운반 시 교통사고가 발생할 수 있다. 컨베이어 및 롤링 기계와 같이 움직이는 부품이 있는 기계를 사용하는 경우에도 압착 사고가 발생하여 절단, 손가락 또는 손이 으스러지는 부상을 입을 수 있다. |
| 유해 에너지 방출        | 예기치 않은 기계 시동은 작업자에게 사망이나 부상을 초래할 수 있다. 이는 기계, 장비, 공정 또는 시스템의 설치, 유지보수 또는 수리 중에 발생할 수 있다. |
| 베임 및 열상            | 날카로운 모서리가 있는 전자 폐기물을 해체할 때 손이나 신체 부상 및 눈 부상이 발생할 수 있다. |
| 소음                    | 드릴링, 망치질 및 기타 큰 소음을 낼 수 있는 도구에서 발생하는 큰 소음 근처에서 초과 근무를 하면 청력 손실을 초래할 수 있다. |
| 유독성 화학 물질 (먼지) | 금속을 추출하기 위해 전자 폐기물을 소각하면 전자 폐기물에서 유독성 화학 물질(예: 여러 고리 방향족 탄화수소, 납)이 공기 중으로 방출되며, 이는 재활용 현장 작업자가 흡입하거나 섭취할 수 있다. 이는 유독성 화학 물질로 인한 질병으로 이어질 수 있다.         |

OSHA는 또한 납, 수은, PCB, 석면, 내화성 세라믹 섬유(RCF) 및 방사성 물질과 같이 전자제품의 일부 화학 성분이 전자 폐기물 재활용 작업자의 건강에 잠재적으로 해를 끼칠 수 있다고 명시했다. 게다가 미국에서는 이러한 화학적 위험 물질 대부분에 대해 OSHA, 미국 국립 직업안전위생연구소(NIOSH) 및 미국산업위생전문가협의회(American Conference of Governmental Industrial Hygienists, ACGIH)에서 정한 특정 작업장 노출 기준 (OEL)이 있다.
| 유해 화학 물질 | OEL (mg/m^3) | OEL 유형                                        |
| -------------- | ------------ | ----------------------------------------------- |
| 납 (Pb)        | 0.05         | NIOSH 권장 노출 한도(REL), 시간 가중 평균 (TWA) |
| 수은 (Hg)      | 0.05         | NIOSH REL, TWA                                  |
| 카드뮴 (Cd)    | 0.005        | OSHA 허용 노출 한도(PEL), TWA                   |
| 육가 크로뮴    | 0.005        | OSHA PEL, TWA                                   |
| 이산화 황      | 5            | NIOSH REL, TWA                                  |

이러한 화학적 위험 물질이 건강에 미치는 영향에 대한 자세한 내용은 전자 폐기물#전자 폐기물 물질을 참조하라.

#### 비공식 및 공식 산업
비공식 전자 재활용 산업은 자동 절차가 거의 없거나 전혀 없으며 개인 보호 장비(PPE)가 거의 없는 소규모 전자 폐기물 재활용 작업장을 의미한다. 반면에 공식 전자 재활용 산업은 자동 기계 및 수작업으로 전자 폐기물에서 재료를 분류하고, 오염 제어 및 PPE가 일반적인 일반적인 전자 재활용 시설을 의미한다. 때때로 공식 전자 재활용 시설은 전자 폐기물을 해체하여 재료를 분류한 다음, 플라스틱 및 금속과 같은 재료를 추가로 회수하기 위해 다른 하위 재활용 부서에 배포한다.
비공식 산업과 공식 산업에서 일하는 전자 폐기물 재활용 작업자의 건강 영향은 그 정도에서 다를 것으로 예상된다. 중국의 세 재활용 현장에서 실시된 연구에 따르면, 장쑤성과 상하이의 공식 전자 재활용 시설 작업자들의 건강 위험은 구이위의 비공식 전자 재활용 현장 작업자들에 비해 낮았다. 규제되지 않은 뒷마당 운영자(예: 비공식 부문)가 전자 폐기물 재료를 회수, 재처리 및 재활용하는 데 사용하는 원시적인 방법은 작업자를 여러 유독 물질에 노출시킨다. 구성 요소 해체, 습식 화학 처리 및 소각과 같은 공정이 사용되며, 이는 유해 화학 물질에 직접 노출되고 흡입하게 한다. 장갑, 안면 마스크, 환기 팬과 같은 안전 장비는 거의 알려져 있지 않으며, 작업자들은 자신이 무엇을 다루고 있는지 거의 알지 못한다. 인도의 전자 폐기물 재활용에 대한 또 다른 연구에서는 벵갈루루의 전자 폐기물 재활용 시설과 전자 폐기물 재활용 빈민가 공동체(비공식 산업)의 작업자들로부터 모발 샘플을 수집했다. 바나듐(V), 크로뮴(Cr), 망가니즈(Mn), 몰리브데넘(Mo), 주석 (원소)(Sn), 탈륨(Tl), 납(Pb)의 수치는 빈민가 공동체의 전자 폐기물 작업자들에 비해 전자 폐기물 재활용 시설의 작업자들에게서 유의하게 높았다. 그러나 코발트(Co), 은(Ag), 카드뮴(Cd), 수은(Hg)의 수치는 시설 작업자들에 비해 빈민가 공동체 작업자들에게서 유의하게 높았다.
심지어 공식 전자 재활용 산업에서도 작업자는 과도한 오염 물질에 노출될 수 있다. 프랑스와 스웨덴의 공식 전자 재활용 시설에서 수행된 연구에 따르면 작업자들이 납, 카드뮴, 수은 및 기타 일부 금속뿐만 아니라 BFR, PCB, 다이옥신 및 푸란에 권장 직업 지침보다 과도하게 노출된 것으로 나타났다. 공식 산업의 작업자들은 또한 참조 그룹보다 더 많은 브롬화 난연제에 노출된다.

#### 위험 통제
전자 폐기물 재활용 작업자의 산업 보건 및 안전을 위해 고용주와 작업자 모두 조치를 취해야 한다. 캘리포니아 공중보건국에서 제시한 전자 폐기물 시설 고용주 및 작업자를 위한 제안은 그래픽에 나와 있다.
| 위험             | 고용주가 해야 할 일 | 작업자가 해야 할 일 |
| ---------------- | --- | --- |
| 일반             | 조치 사항: 1. 직장의 위험을 파악하고 이를 통제하기 위한 조치를 취해야 한다. 2. 작업장 상태를 정기적으로 확인하고 수정해야 한다. 3. 작업자에게 안전한 도구와 PPE를 제공해야 한다. 4. 작업자에게 위험 및 안전 작업 관행에 대한 교육을 제공해야 한다. 5. 부상 및 질병 예방에 대한 서면 문서. | 제안 사항: 1. 작업 시 PPE를 착용해야 한다. 2. 고용주와 작업 조건 개선 방법에 대해 논의해야 한다. 3. 작업장의 안전하지 않은 사항을 고용주에게 보고해야 한다. 4. 새로운 작업자와 안전하게 작업하는 방법에 대한 경험을 공유해야 한다. |
| 먼지             | 조치 사항: 1. 작업자에게 깨끗한 식사 공간, 청소 공간 및 용품, 작업복 및 신발, 깨끗한 옷을 보관할 수 있는 사물함을 제공해야 한다. 2. 전자 폐기물을 해체하는 도구를 제공해야 한다. 먼지에 납 또는 카드뮴이 포함된 경우: 1. 공기 중 먼지, 납, 카드뮴 수준을 측정해야 한다. 2. 젖은 걸레와 진공청소기와 같은 청소 시설을 제공해야 한다. 3. 배기 환기를 제공해야 한다. 먼지를 줄이기에 여전히 불충분한 경우, 작업자에게 호흡기를 제공해야 한다. 4. 납 수준이 30mg/m3 이상일 경우 작업자에게 혈중 납 검사를 제공해야 한다. | 보호 조치: 1. 작업장을 정기적으로 청소하고, 전자 폐기물을 다룰 때 식사하거나 담배를 피우지 않아야 한다. 2. 빗자루는 먼지를 일으킬 수 있으므로 작업장을 청소하는 데 사용하지 않아야 한다. 3. 퇴근하기 전에 샤워하고 깨끗한 옷으로 갈아입으며, 더러운 작업복과 깨끗한 옷을 분리해야 한다. 4. 고용주가 제공하지 않더라도 혈중 납 검사를 받아야 한다. 5. 호흡기를 사용하고, 사용하기 전에 항상 누출 여부를 확인하며, 호흡기 사용 구역에서는 항상 얼굴에 착용하고, 사용 후에는 올바르게 청소해야 한다. |
| 베임 및 열상     | 장갑, 마스크 및 눈 보호 장비와 같은 보호 장비를 작업자에게 제공해야 한다. | 유리나 파쇄 재료를 다룰 때는 특수 장갑과 오버슬리브를 사용하여 손과 팔을 보호해야 한다. |
| 소음             | 조치 사항: 1. 작업장 소음을 측정하고, 노출 한도를 초과하는 경우 공학적 제어를 사용해야 한다. 2. 고무 매트를 사용하여 작업대 진동을 줄여야 한다. 3. 필요한 경우 작업자에게 귀마개를 제공해야 한다. | 작업 시 항상 청력 보호구를 착용해야 한다. 소음 모니터링 결과에 대해 고용주에게 문의해야 한다. 청력 검사를 받아야 한다. |
| 들어 올리기 부상 | 전자 폐기물을 들어 올리거나 이동할 수 있는 시설과 조절 가능한 작업대를 제공해야 한다. | 전자 폐기물을 다룰 때는 한 번에 드는 부하를 줄이도록 노력해야 한다. 무겁거나 큰 물건을 들어 올릴 때는 다른 작업자의 도움을 받아야 한다. |

## 같이 보기
- 2000년대 상품 붐
- 디거 골드
- 이데이
- 일본의 전자 폐기물
- 그린 컴퓨팅
- 휴대 전화 재활용
- 물질 안전 보건 자료
- 레트로컴퓨팅
- 라디오 로우

정책 및 협약:
- 바젤 액션 네트워크 (BAN)
- 차이나 RoHS
- 이-스튜어드
- 유해 물질 제한 지침 (RoHS)
- 죄스테르베르흐 원칙
- 지속 가능한 전자제품 이니셔티브 (SEI)

조직:
- 자산 처분 및 정보 보안 연합(Asset Disposal and Information Security Alliance, ADISA)[170]
- 엠파
- 아이픽스잇
- 환경 규제 및 집행을 위한 국제 네트워크
- 미국 고철 재활용 산업 협회 (ISRI)

보안:
- 데이터 소거

일반:
- 소매 유해 폐기물
- 폐기물
- 폐기물 관리

## 추가 자료
- Hicks, C.; Dietmara, R.; Eugsterb, M. (2005). 《The recycling and disposal of electrical and electronic waste in China—legislative and market responses》. 《Environmental Impact Assessment Review》 25. 459–471쪽. Bibcode:2005EIARv..25..459H. doi:10.1016/j.eiar.2005.04.007. ISSN 0195-9255.
- Ogunseitan, O. A.; Schoenung, J. M.; Saphores, J-D. M.; Shapiro, A. A. (2009). 《The Electronics Revolution: From E-Wonderland to E-Wasteland》. 《Science》 326. 670–671쪽. doi:10.1126/science.1176929. PMID 19900918. S2CID 33860709.
- Agarwal, Ravi; Ranjan, Rakesh; Sarkar, Papiya (February 2003). “Scrapping the Hi-tech Myth: Computer waste in India”. India: ToxicsLink.org. 2011년 7월 19일에 원본 문서에서 보존된 문서. 2011년 3월 25일에 확인함.
- 유엔 대학교: 2014년 글로벌 전자 폐기물 모니터 – 양, 흐름 및 자원, 2015년
- Li, J.; Zeng, X.; Chen, M.; Ogunseitan, O.A.; Stevels, A. (2015). 《"Control-Alt-Delete": Rebooting Solutions for the E-Waste Problem》. 《Environmental Science & Technology》 49 (미국화학회). 7095–7108쪽. Bibcode:2015EnST...49.7095L. doi:10.1021/acs.est.5b00449. PMID 26007633. S2CID 13177934.
- United Nations University (2020년 6월 2일). 《The Global E-waste Monitor 2020 Quantities, flows and the circular economy potential 2020》 (PDF). Global E-waste Statistics Partnership. ISBN 978-92-808-9114-0. 2020년 7월 2일에 확인함. (13 MB PDF)
- Shiani A, Sharafi K, Omer AK, Kiani A, Karamimatin B, Massahi T, Ebrahimzadeh G (January 2023). 《A systematic literature review on the association between exposures to toxic elements and an autism spectrum disorder》. 《Sci Total Environ》 857. 159246쪽. Bibcode:2023ScTEn.85759246S. doi:10.1016/j.scitotenv.2022.159246. PMID 36220469. S2CID 252769951.